# Willem II in het seizoen 2008/09 (mannen)
Het seizoen 2008-2009 van Willem II was het 54ste seizoen van de Nederlandse betaaldvoetbalclub uit Tilburg sinds de invoering van het betaald voetbal in 1954. De club speelde net als het voorgaande seizoen, toen het op de 15de plaats eindigde, in de Eredivisie. Willem II eindigde in het seizoen 2008/2009 als 12de in de Eredivisie. Op 17 februari 2009 stopte hoofdcoach Andries Jonker met zijn werkzaamheden als hoofdtrainer. Hij werd opgevolgd door assistent-trainer Alfons Groenendijk.

## Transfers
Na het derde opeenvolgende teleurstellende seizoen 2007/2008 besloot Willem II afscheid te nemen van Cristiano, Ken van Mierlo en Delano Hill. Om uiteenlopende redenen vertrokken ook de volgende spelers:
Frank van der Struijk (transfer naar Vitesse), Rydell Poepon (koos voor Sparta Rotterdam toen hij bij Ajax mocht vertrekken), Kenneth Vermeer (terug naar Ajax na huurperiode) en Thomas Bælum (privéredenen).
Tegenover de vertrekkende spelers stonden ook een aantal nieuwkomers. Al in januari werd Paul Quasten vastgelegd. Hij kwam transfervrij over van de latere kampioen van de Eerste Divisie, FC Volendam. Ook Boy Deul verruilde "Het andere Oranje" voor het Rood-Wit-Blauw in Tilburg. Verder nam Willem II Danny Schenkel over van Sparta Rotterdam en Ibad Muhamadu van FC Dordrecht. Daan van Dinter maakte de overstap van Jong Willem II naar de A-selectie.

### Transferoverzicht

#### Vertrokken
|                         | Naam                           | Wed.     | Doelp.   | Naar?                                  |
| Verkocht                | Verkocht                       | Verkocht | Verkocht | Verkocht                               |
| ----------------------- | ------------------------------ | -------- | -------- | -------------------------------------- |
| Vlag van Nederland      | Frank van der Struijk          | 109      | 5        | Vitesse                                |
| Verhuurd                |                                |          |          |                                        |
| Vlag van Ecuador        | José Valencia                  | 33       | 1        | FC Eindhoven                           |
| Vlag van België         | Christophe Grégoire            | 25       | 0        | Sporting Charleroi per januari 2009    |
| Transfervrij vertrokken |                                |          |          |                                        |
| Vlag van Denemarken     | Thomas Bælum                   | 62       | 1        | Silkeborg IF                           |
| Vlag van Nederland      | Delano Hill                    | 125      | 1        | Al-Wakrah                              |
| Vlag van Nederland      | Kenneth Vermeer                | 16       | 0        | Ajax, was gehuurd                      |
| Vlag van Nederland      | Darl Douglas                   | 16       | 1        | Heracles Almelo                        |
| Vlag van Nederland      | Rydell Poepon                  | 41       | 10       | Sparta Rotterdam, was gehuurd van Ajax |
| Vlag van België         | Björn Sengier                  | 24       | 0        | KVSK United                            |
| Vlag van Nederland      | Kevin Bobson                   | 104      | 15       | Red Bull Salzburg                      |
| Vlag van Nederland      | Ken van Mierlo                 | 0        | 0        | FC Utrecht                             |
| Vlag van Brazilië       | Cristiano Dos Santos Rodrigues | 25       | 6        | Adelaide United                        |

#### Aangetrokken
|                    | Naam                     | Vorige club                |         |         |         |
|                    | Gekocht                  | Gekocht                    | Gekocht | Gekocht | Gekocht |
| ------------------ | ------------------------ | -------------------------- | ------- | ------- | ------- |
| Vlag van Nederland | Ibad Muhamadu            | FC Dordrecht               |         |         |         |
| Vlag van Nederland | Danny Schenkel           | Sparta Rotterdam           |         |         |         |
| Vlag van Nederland | Boy Deul                 | FC Volendam                |         |         |         |
|                    | Transfervrij overgenomen |                            |         |         |         |
| Vlag van Nederland | Oscar Moens              | geen club                  |         |         |         |
| Vlag van Nederland | Paul Quasten             | FC Volendam                |         |         |         |
| Vlag van Nederland | Nuelson Wau              | geen club per januari 2009 |         |         |         |
| Vlag van Nederland | Kiki Musampa             | geen club per maart 2009   |         |         |         |
|                    | Gehuurd                  |                            |         |         |         |
| Vlag van Nederland | Rens van Eijden          | PSV                        |         |         |         |
| Vlag van Peru      | Reimond Manco            | PSV per januari 2009       |         |         |         |

## Selectie
| Nr. |                                           | Naam                     | Competitie, dit seizoen | Competitie, dit seizoen | Totaal Competitie Willem II | Totaal Competitie Willem II | Seizoen | Vorige club            | Competitiedebuut                          |         |         |         |         |         |         |         |
| Nr. | W                                         | Naam                     |                         | W                       |                             |                             | Seizoen | Vorige club            | Competitiedebuut                          |         |         |         |         |         |         |         |
|     |                                           | Keepers                  | Keepers                 | Keepers                 | Keepers                     | Keepers                     | Keepers | Keepers                | Keepers                                   | Keepers | Keepers | Keepers | Keepers | Keepers | Keepers | Keepers |
| --- | ----------------------------------------- | ------------------------ | ----------------------- | ----------------------- | --------------------------- | --------------------------- | ------- | ---------------------- | ----------------------------------------- | ------- | ------- | ------- | ------- | ------- | ------- | ------- |
| 1   | Vlag van Nederland                        | Maikel Aerts             | 34                      | 0                       | 61                          | 0                           | 3e      | Feyenoord              | 3 februari 2007                           |         |         |         |         |         |         |         |
| 16  | Vlag van Nederland                        | Oscar Moens              | 0                       | 0                       | 45                          | 0                           | 3e      | PSV                    | 14 augustus 2004                          |         |         |         |         |         |         |         |
| 26  | Vlag van België                           | Bruno Appels             | 0                       | 0                       | 0                           | 0                           | 1e      | Jeugdopl. Willem II    | n.n.g.                                    |         |         |         |         |         |         |         |
|     |                                           | Verdedigers              |                         |                         |                             |                             |         |                        |                                           |         |         |         |         |         |         |         |
| 2   | Vlag van Nederland                        | Jens Janse               | 27                      | 1                       | 84                          | 1                           | 4e      | Jeugdopl. PSV          | 11 januari 2006                           |         |         |         |         |         |         |         |
| 3   | Vlag van Nederland                        | Danny Schenkel           | 14                      | 0                       | 14                          | 0                           | 1e      | Sparta Rotterdam       | 30 augustus 2008                          |         |         |         |         |         |         |         |
| 4   | Vlag van Nederland                        | Arjan Swinkels           | 30                      | 2                       | 73                          | 4                           | 5e      | Jeugdopl. Willem II    | 2 maart 2005                              |         |         |         |         |         |         |         |
| 5   | Vlag van Brazilië                         | Leonardo Henrique Veloso | 27                      | 0                       | 27                          | 0                           | 2e      | Atletico Mineiro       | 30 augustus 2008                          |         |         |         |         |         |         |         |
| 15  | Vlag van Nederland                        | Rens van Eijden          | 25                      | 2                       | 25                          | 2                           | 1e      | PSV                    | 14 september 2008                         |         |         |         |         |         |         |         |
| 18  | Vlag van Nederland                        | Paul Quasten             | 12                      | 1                       | 12                          | 1                           | 1e      | FC Volendam            | 14 september 2008                         |         |         |         |         |         |         |         |
| 21  | Vlag van Nederland                        | Daan van Dinter          | 3                       | 0                       | 4                           | 0                           | 2e      | Jeugdopl. Willem II    | 19 januari 2008                           |         |         |         |         |         |         |         |
| 24  | Vlag van Nederlandse Antillen (1986-2010) | Angelo Martha            | 3                       | 0                       | 3                           | 0                           | 2e      | ADO Den Haag           | 6 maart 2009                              |         |         |         |         |         |         |         |
| 25  | Vlag van Nederlandse Antillen (1986-2010) | Nuelson Wau              | 9                       | 0                       | 143                         | 1                           | 10e     | Nea Salamina Famagusta | 1999-2000 per jan. 2009 bij selectie      |         |         |         |         |         |         |         |
| 30  | Vlag van Nederland                        | Josimar Lima             | 0                       | 0                       | 0                           | 0                           | 1e      | Jeugdopl. Willem II    | n.n.g.                                    |         |         |         |         |         |         |         |
| 31  | Vlag van België                           | Bart Biemans             | 11                      | 0                       | 11                          | 0                           | 1e      | Jeugdopl. Willem II    | 7 februari 2009                           |         |         |         |         |         |         |         |
|     |                                           | Middenvelders            |                         |                         |                             |                             |         |                        |                                           |         |         |         |         |         |         |         |
| 6   | Vlag van Nederland                        | Danny Mathijssen         | 21                      | 0                       | 138                         | 2                           | 6e      | NAC Breda              | 7 augustus 2001                           |         |         |         |         |         |         |         |
| 7   | Vlag van Nederlandse Antillen (1986-2010) | Boy Deul                 | 8                       | 0                       | 8                           | 0                           | 1e      | FC Volendam            | 30 augustus 2008                          |         |         |         |         |         |         |         |
| 8   | Vlag van Nederland                        | Kiki Musampa             | 6                       | 0                       | 6                           | 0                           | 1e      | FC Seoul               | 21 maart 2009 per mrt. 2009 bij selectie  |         |         |         |         |         |         |         |
| 10  | Vlag van Nederland                        | Saïd Boutahar            | 26                      | 3                       | 72                          | 10                          | 3e      | N.E.C.                 | 14 januari 2007                           |         |         |         |         |         |         |         |
| 12  | Vlag van Duitsland                        | Mehmet Akgün             | 21                      | 3                       | 27                          | 3                           | 2e      | Borussia Dortmund      | 8 maart 2008                              |         |         |         |         |         |         |         |
| 14  | Vlag van België                           | Mohamed Messoudi         | 21                      | 1                       | 73                          | 5                           | 3e      | Germinal Beerschot     | 19 augustus 2006                          |         |         |         |         |         |         |         |
| 20  | Vlag van Nederland                        | Niels Vorthoren          | 13                      | 1                       | 32                          | 1                           | 2e      | Jeugdopl. Willem II    | 1 september 2007                          |         |         |         |         |         |         |         |
| 22  | Vlag van Sierra Leone                     | Ibrahim Kargbo           | 30                      | 0                       | 91                          | 3                           | 3e      | FC Brussels            | 19 augustus 2006                          |         |         |         |         |         |         |         |
| 23  | Vlag van Nederland                        | Steef Nieuwendaal        | 13                      | 0                       | 43                          | 0                           | 5e      | MVV                    | 21 september 2004                         |         |         |         |         |         |         |         |
|     | Vlag van België                           | Christophe Grégoire      | 11                      | 0                       | 25                          | 0                           | 2e      | AA Gent                | per jan. '09 verhuurd aan Charleroi       |         |         |         |         |         |         |         |
|     |                                           | Aanvallers               |                         |                         |                             |                             |         |                        |                                           |         |         |         |         |         |         |         |
| 9   | Vlag van Nederland                        | Frank Demouge            | 32                      | 14                      | 55                          | 22                          | 2e      | FC Den Bosch           | 6 oktober 2007                            |         |         |         |         |         |         |         |
| 11  | Vlag van Zweden                           | George Mourad            | 17                      | 3                       | 32                          | 4                           | 2e      | IFK Göteborg           | 12 januari 2008                           |         |         |         |         |         |         |         |
| 17  | Vlag van Nederland                        | Sergio Zijler            | 29                      | 2                       | 34                          | 2                           | 2e      | FC Twente              | 12 januari 2008                           |         |         |         |         |         |         |         |
| 19  | Vlag van Nederland                        | Ibad Muhamadu            | 18                      | 1                       | 18                          | 1                           | 1e      | FC Dordrecht           | 30 augustus 2008                          |         |         |         |         |         |         |         |
| 27  | Vlag van Peru                             | Reimond Manco            | 2                       | 0                       | 2                           | 0                           | 1e      | PSV                    | 13 februari 2009 per januari 2009 gehuurd |         |         |         |         |         |         |         |
| 44  | Vlag van Nederland                        | Ronnie Reniers           | 7                       | 0                       | 8                           | 0                           | 3e      | Jeugdopl. Willem II    | 29 april 2007                             |         |         |         |         |         |         |         |
| 45  | Vlag van Nederland                        | Sidney Schmeltz          | 4                       | 0                       | 4                           | 0                           | 1e      | Jeugdopl. Willem II    | 19 april 2009                             |         |         |         |         |         |         |         |

## Staf
|                    | Naam                | Functie                          |
| ------------------ | ------------------- | -------------------------------- |
| Vlag van Nederland | Hans Verbunt        | Voorzitter                       |
| Vlag van Nederland | Frank Molkenboer    | Algemeen directeur               |
| Vlag van Nederland | Andries Jonker      | Technisch directeur              |
| Vlag van Nederland | Alfons Groenendijk  | Hoofdtrainer                     |
| Vlag van Nederland | Marcel Valk         | Assistent-trainer                |
| Vlag van Nederland | Frank Brugel        | Teammanager / keeperstrainer     |
| Vlag van Nederland | Jan Vioen           | Clubarts                         |
| Vlag van Nederland | Henri van Amelsfort | Verzorger / krachttrainer        |
| Vlag van Nederland | Raymond de Jong     | Fysiotherapeut                   |
| Vlag van Nederland | Mari van Iersel     | Materiaalman                     |
| Vlag van Nederland | Marco de Ruiter     | Trainer/coach Jong Willem II     |
| Vlag van Nederland | Edwin Hermans       | Assistent-trainer Jong Willem II |

## Wedstrijden

### Oefenwedstrijden

#### Voorbereiding
| 5 juli 2008, 19u00                                                          | Tilburgse Selectie | 1-4 (1-1) | Willem II                                                                                    | Opstelling Tilburgse Selectie                                              | Opstelling Willem II |  |
| Stadion: Complex J.P.S., Tilburg Toeschouwers: 1.500 Scheidsrechter: Govers | '8 Bram Somers 1-0 |           | 1-1 Mohamed Messoudi '43 1-2 Frank Demouge '65 1-3 Frank Demouge '75 1-4 Niels Vorthoren '83 | Ruud Swinkels, Bram Somers, Ozam Sahin, Paul van Heeswijk, Toon Sommerdijk | Sengier (Appels/46), Janse (Akgün/46), Lima (Schenkel/46), Martha, Veloso (Valencia/61), Kargbo (Nieuwendaal/46), Zijler (Deul/46), Grégoire (Quasten/46), Mourad (Demouge/46), Messoudi (Mathijssen/46), Muhamadu (Vorthoren/46) |  |
| Stadion: Complex J.P.S., Tilburg Toeschouwers: 1.500 Scheidsrechter: Govers |                    |           |                                                                                              | Ruud Swinkels, Bram Somers, Ozam Sahin, Paul van Heeswijk, Toon Sommerdijk | Sengier (Appels/46), Janse (Akgün/46), Lima (Schenkel/46), Martha, Veloso (Valencia/61), Kargbo (Nieuwendaal/46), Zijler (Deul/46), Grégoire (Quasten/46), Mourad (Demouge/46), Messoudi (Mathijssen/46), Muhamadu (Vorthoren/46) |  |
| Stadion: Complex J.P.S., Tilburg Toeschouwers: 1.500 Scheidsrechter: Govers |                    |           |                                                                                              | Ruud Swinkels, Bram Somers, Ozam Sahin, Paul van Heeswijk, Toon Sommerdijk | Sengier (Appels/46), Janse (Akgün/46), Lima (Schenkel/46), Martha, Veloso (Valencia/61), Kargbo (Nieuwendaal/46), Zijler (Deul/46), Grégoire (Quasten/46), Mourad (Demouge/46), Messoudi (Mathijssen/46), Muhamadu (Vorthoren/46) |  |
|                                                                             |                    |           |                                                                                              |                                                                            | |  |

| 12 juli 2008, 16u00                                                                      | FC Eindhoven                                      | 2-1 (1-1) | Willem II            | Opstelling FC Eindhoven | Opstelling Willem II |  |
| Stadion: Jan Louwers Stadion, Eindhoven Toeschouwers: 500 Scheidsrechter: Danny Makkelie | '11 Fabio Caracciolo 1-0 '85 Derman Cansizlar 2-1 |           | 1-1 Josimar Lima '43 | Hendriks, Petersen, Verheyen (Wildschut/63), Paridaans, Van Assauw (Van der Rijt/51), Van Son (Dickson/83), Asubonteng (Cansizlar/75), Tahapary, Caracciolo (Nelemans/70), Koç, Diaz (Nkoyi/80) | Appels, Nieuwendaal, Lima (Schenkel/46), Martha, Valencia (Veloso/46), Kargbo (Janse/46), Vorthoren (Boutahar/46), Grégoire (Quasten/46), Zijler (Deul/46), Muhamadu (Demouge/46), Mourad (Messoudi/46) |  |
| Stadion: Jan Louwers Stadion, Eindhoven Toeschouwers: 500 Scheidsrechter: Danny Makkelie |                                                   |           |                      | Hendriks, Petersen, Verheyen (Wildschut/63), Paridaans, Van Assauw (Van der Rijt/51), Van Son (Dickson/83), Asubonteng (Cansizlar/75), Tahapary, Caracciolo (Nelemans/70), Koç, Diaz (Nkoyi/80) | Appels, Nieuwendaal, Lima (Schenkel/46), Martha, Valencia (Veloso/46), Kargbo (Janse/46), Vorthoren (Boutahar/46), Grégoire (Quasten/46), Zijler (Deul/46), Muhamadu (Demouge/46), Mourad (Messoudi/46) |  |
| Stadion: Jan Louwers Stadion, Eindhoven Toeschouwers: 500 Scheidsrechter: Danny Makkelie |                                                   |           |                      | Hendriks, Petersen, Verheyen (Wildschut/63), Paridaans, Van Assauw (Van der Rijt/51), Van Son (Dickson/83), Asubonteng (Cansizlar/75), Tahapary, Caracciolo (Nelemans/70), Koç, Diaz (Nkoyi/80) | Appels, Nieuwendaal, Lima (Schenkel/46), Martha, Valencia (Veloso/46), Kargbo (Janse/46), Vorthoren (Boutahar/46), Grégoire (Quasten/46), Zijler (Deul/46), Muhamadu (Demouge/46), Mourad (Messoudi/46) |  |
|                                                                                          |                                                   |           |                      | | |  |

| 15 juli 2008, 19u00                                                                               | CSKA Sofia | 0-1 (0-1) | Willem II             | Opstelling CSKA Sofia | Opstelling Willem II |  |
| Stadion: Sportcomplex Spoordijk (TSV Longa), Tilburg Toeschouwers: 500 Scheidsrechter: Kevin Blom |            |           | 0-1 Saïd Boutahar '25 | Basis: Bekono, Vidanov, Ivanov, Yanchev, Marquinhos, Machado, Tonev, Olegov, Nei, Udoji, Zerara, Reserves: Velinov, Kyuchukov, Toshev, Lanzaat, Todorov, Zlatinov, José Rui, Chipev, Kurtisi, Petrov, Sandanski, Branekov | Sengier, Janse (Nieuwendaal/61), Schenkel (Lima/74), Swinkels (Martha/32), Veloso (Valencia/74), Mathijssen (Quasten/61), Kargbo (Messoudi/61), Boutahar (Grégoire/61), Akgün (Zijler/61), Demouge (Vorthoren/61), Mourad (Deul/74) |  |
| Stadion: Sportcomplex Spoordijk (TSV Longa), Tilburg Toeschouwers: 500 Scheidsrechter: Kevin Blom |            |           |                       | Basis: Bekono, Vidanov, Ivanov, Yanchev, Marquinhos, Machado, Tonev, Olegov, Nei, Udoji, Zerara, Reserves: Velinov, Kyuchukov, Toshev, Lanzaat, Todorov, Zlatinov, José Rui, Chipev, Kurtisi, Petrov, Sandanski, Branekov | Sengier, Janse (Nieuwendaal/61), Schenkel (Lima/74), Swinkels (Martha/32), Veloso (Valencia/74), Mathijssen (Quasten/61), Kargbo (Messoudi/61), Boutahar (Grégoire/61), Akgün (Zijler/61), Demouge (Vorthoren/61), Mourad (Deul/74) |  |
| Stadion: Sportcomplex Spoordijk (TSV Longa), Tilburg Toeschouwers: 500 Scheidsrechter: Kevin Blom |            |           |                       | Basis: Bekono, Vidanov, Ivanov, Yanchev, Marquinhos, Machado, Tonev, Olegov, Nei, Udoji, Zerara, Reserves: Velinov, Kyuchukov, Toshev, Lanzaat, Todorov, Zlatinov, José Rui, Chipev, Kurtisi, Petrov, Sandanski, Branekov | Sengier, Janse (Nieuwendaal/61), Schenkel (Lima/74), Swinkels (Martha/32), Veloso (Valencia/74), Mathijssen (Quasten/61), Kargbo (Messoudi/61), Boutahar (Grégoire/61), Akgün (Zijler/61), Demouge (Vorthoren/61), Mourad (Deul/74) |  |
|                                                                                                   |            |           |                       | | |  |

| 26 juli 2008, 16u30 (1× 45 minuten)                    | Helmond Sport | 0-0 | Willem II | Opstelling Helmond Sport                                                                              | Opstelling Willem II                                                                              |  |
| Stadion: Stadion De Braak, Helmond Toeschouwers: 1.000 |               |     |           | Van Westerop, Lammens, Uneken, Suart, Derksen, Lettinga, Jansen, Roma, Guijo-Velasco, Höcher, Andrade | Appels, Janse, Martha, Swinkels, Van Dinter, Douglas, Mathijssen, Messoudi, Quasten, Mourad, Deul |  |
| Stadion: Stadion De Braak, Helmond Toeschouwers: 1.000 |               |     |           | Van Westerop, Lammens, Uneken, Suart, Derksen, Lettinga, Jansen, Roma, Guijo-Velasco, Höcher, Andrade | Appels, Janse, Martha, Swinkels, Van Dinter, Douglas, Mathijssen, Messoudi, Quasten, Mourad, Deul |  |
| Stadion: Stadion De Braak, Helmond Toeschouwers: 1.000 |               |     |           | Van Westerop, Lammens, Uneken, Suart, Derksen, Lettinga, Jansen, Roma, Guijo-Velasco, Höcher, Andrade | Appels, Janse, Martha, Swinkels, Van Dinter, Douglas, Mathijssen, Messoudi, Quasten, Mourad, Deul |  |
|                                                        |               |     |           | |                                                                                                   |  |

| 26 juli 2008, 18u30 (1× 45 minuten; na 21 min. wegens onweer gestaakt)                                                     | KVSK United           | 1-2 | Willem II                                 | Opstelling KVSK United | Opstelling Willem II                                                                                 |  |
| Stadion: Stadion De Braak, Helmond Toeschouwers: 1.000 Helmond Sp. - KVSK United 0-0 Willem II wint toernooi met 4 punten. | '19 Davy Brouwers 1-2 |     | 0-1 Frank Demouge '4 0-2 Josimar Lima '16 | Koen Schurmans, Delande, Schijvenaars, Pinxten, Van de Weyer, Beyens, Lenaerts, Pereira, Vanaken, De Koninck (Brouwers/19), Eberle Bron: www.kvsk.be | Appels, Akgün, Lima, Schenkel, Valencia, Nieuwendaal, Vorthoren, Boutahar, Grégoire, Zijler, Demouge |  |
| Stadion: Stadion De Braak, Helmond Toeschouwers: 1.000 Helmond Sp. - KVSK United 0-0 Willem II wint toernooi met 4 punten. |                       |     |                                           | Koen Schurmans, Delande, Schijvenaars, Pinxten, Van de Weyer, Beyens, Lenaerts, Pereira, Vanaken, De Koninck (Brouwers/19), Eberle Bron: www.kvsk.be | Appels, Akgün, Lima, Schenkel, Valencia, Nieuwendaal, Vorthoren, Boutahar, Grégoire, Zijler, Demouge |  |
| Stadion: Stadion De Braak, Helmond Toeschouwers: 1.000 Helmond Sp. - KVSK United 0-0 Willem II wint toernooi met 4 punten. |                       |     |                                           | Koen Schurmans, Delande, Schijvenaars, Pinxten, Van de Weyer, Beyens, Lenaerts, Pereira, Vanaken, De Koninck (Brouwers/19), Eberle Bron: www.kvsk.be | Appels, Akgün, Lima, Schenkel, Valencia, Nieuwendaal, Vorthoren, Boutahar, Grégoire, Zijler, Demouge |  |
| |                       |     |                                           | | |  |

| 30 juli 2008, 19u30                                                           | RC Genk | 0-1 (0-0) | Willem II                  | Opstelling RC Genk | Opstelling Willem II |  |
| Stadion: Sportcomplex Bijstervelden (SC 't Zand), Tilburg Toeschouwers: 2.000 |         |           | 0-1 Hans Cornelis e.d. '86 | Verhulst, Cornelis, Caillet (Tóth/79), João Carlos, Tiago da Silva (Marvin Ogunjimi/79), Pudil, Tőzsér(Vrancken/64), De Decker, Barda, Nemec(Alex Da Silva/70), Bosnjak | Moens, Janse (Zijler/60), Schenkel, Martha (Kargbo/62), Veloso, Mathijssen, Messoudi, Boutahar, Akgün, Grégoire, Demouge |  |
| Stadion: Sportcomplex Bijstervelden (SC 't Zand), Tilburg Toeschouwers: 2.000 |         |           |                            | Verhulst, Cornelis, Caillet (Tóth/79), João Carlos, Tiago da Silva (Marvin Ogunjimi/79), Pudil, Tőzsér(Vrancken/64), De Decker, Barda, Nemec(Alex Da Silva/70), Bosnjak | Moens, Janse (Zijler/60), Schenkel, Martha (Kargbo/62), Veloso, Mathijssen, Messoudi, Boutahar, Akgün, Grégoire, Demouge |  |
| Stadion: Sportcomplex Bijstervelden (SC 't Zand), Tilburg Toeschouwers: 2.000 |         |           |                            | Verhulst, Cornelis, Caillet (Tóth/79), João Carlos, Tiago da Silva (Marvin Ogunjimi/79), Pudil, Tőzsér(Vrancken/64), De Decker, Barda, Nemec(Alex Da Silva/70), Bosnjak | Moens, Janse (Zijler/60), Schenkel, Martha (Kargbo/62), Veloso, Mathijssen, Messoudi, Boutahar, Akgün, Grégoire, Demouge |  |
|                                                                               |         |           |                            | | |  |

| 2 augustus 2008, 18u00             | SV Zulte Waregem                                | 2-1 (1-0) | Willem II        | Opstelling SV Zulte Waregem | Opstelling Willem II |  |
| Stadion: Regenboogstadion, Waregem | '25 Leandro Barrios 1-0 '79 Danijel Subotic 2-1 |           | 1-1 Boy Deul '74 | Bossut, Colpaert, Van Zundert (Minne/46), Van Nieuwenhuyze (D'Haene/46), Barrios (Meert/52), Matton, Berrier (Zerdab/52), Chapi (Buysse/74), Neumayr (Matthys/52), Buysse (Reina/46), Ba (Subotic/52) | Aerts, Van Dinter (Lima/61), Schenkel (Mathijssen/46), Kargbo, Valencia (Grégoire/46), Nieuwendaal, Deul, Quasten, Muhamadu (Douglas/46), Mourad, Zijler (Vorthoren/61) |  |
| Stadion: Regenboogstadion, Waregem |                                                 |           |                  | Bossut, Colpaert, Van Zundert (Minne/46), Van Nieuwenhuyze (D'Haene/46), Barrios (Meert/52), Matton, Berrier (Zerdab/52), Chapi (Buysse/74), Neumayr (Matthys/52), Buysse (Reina/46), Ba (Subotic/52) | Aerts, Van Dinter (Lima/61), Schenkel (Mathijssen/46), Kargbo, Valencia (Grégoire/46), Nieuwendaal, Deul, Quasten, Muhamadu (Douglas/46), Mourad, Zijler (Vorthoren/61) |  |
| Stadion: Regenboogstadion, Waregem |                                                 |           |                  | Bossut, Colpaert, Van Zundert (Minne/46), Van Nieuwenhuyze (D'Haene/46), Barrios (Meert/52), Matton, Berrier (Zerdab/52), Chapi (Buysse/74), Neumayr (Matthys/52), Buysse (Reina/46), Ba (Subotic/52) | Aerts, Van Dinter (Lima/61), Schenkel (Mathijssen/46), Kargbo, Valencia (Grégoire/46), Nieuwendaal, Deul, Quasten, Muhamadu (Douglas/46), Mourad, Zijler (Vorthoren/61) |  |
|                                    |                                                 |           |                  | | |  |

| 5 augustus 2008, tijd 19u00                                                                   | Energie Cottbus                           | 2-1 (0-0) | Willem II             | Opstelling Energie Cottbus | Opstelling Willem II |  |
| Stadion: Stadion der Freundschaft, Cottbus Toeschouwers: 2.600 Scheidsrechter: Daniel Siebert | '78 Branko Jelic 1-0 '79 Branko Jelic 2-0 |           | 2-1 Sergio Zijler '88 | Tremmel, Pavicevic (Hackenberg/86), Mitreski, Cvitanović, Atan (Radeljić/64), Kukiełka (Bassila/76), Angelov (Rivic/73), Rost (Vasiljevic/58), Skela (Shao/46; Ch. Müller/87), Rangelov (Jula/46), Sörensen (Jelic/46) | Aerts, Akgün, Schenkel, Swinkels (Martha/70), Veloso, Kargbo, Mathijssen, Messoudi, Deul (Zijler/70), Boutahar, Demouge (Muhamadu/78) |  |
| Stadion: Stadion der Freundschaft, Cottbus Toeschouwers: 2.600 Scheidsrechter: Daniel Siebert |                                           |           |                       | Tremmel, Pavicevic (Hackenberg/86), Mitreski, Cvitanović, Atan (Radeljić/64), Kukiełka (Bassila/76), Angelov (Rivic/73), Rost (Vasiljevic/58), Skela (Shao/46; Ch. Müller/87), Rangelov (Jula/46), Sörensen (Jelic/46) | Aerts, Akgün, Schenkel, Swinkels (Martha/70), Veloso, Kargbo, Mathijssen, Messoudi, Deul (Zijler/70), Boutahar, Demouge (Muhamadu/78) |  |
| Stadion: Stadion der Freundschaft, Cottbus Toeschouwers: 2.600 Scheidsrechter: Daniel Siebert |                                           |           |                       | Tremmel, Pavicevic (Hackenberg/86), Mitreski, Cvitanović, Atan (Radeljić/64), Kukiełka (Bassila/76), Angelov (Rivic/73), Rost (Vasiljevic/58), Skela (Shao/46; Ch. Müller/87), Rangelov (Jula/46), Sörensen (Jelic/46) | Aerts, Akgün, Schenkel, Swinkels (Martha/70), Veloso, Kargbo, Mathijssen, Messoudi, Deul (Zijler/70), Boutahar, Demouge (Muhamadu/78) |  |
|                                                                                               |                                           |           |                       | | |  |

| 9 augustus 2008, tijd 14u00                                 | Dynamo Dresden | 0-2 (0-1) | Willem II                                   | Opstelling Dynamo Dresden | Opstelling Willem II |  |
| Stadion: Rudolf-Harbig-Stadion, Dresden Toeschouwers: 4.566 |                |           | 0-1 Ibad Muhamadu '34 2-0 Ibad Muhamadu '84 | Keller (Hesse/46), Pelzer (Palionis/46), Hübener (Beck/74), Grembowietz (Wolf/62), Kügler (Schmidt/71), Nikol (Kegel/62), Wagefeld (Kötzsch/86), Pfeffer, Jungnickel (Petrovic/74), Bröker (Müller/46), Savran (Dobry/46) | Aerts, Janse, Schenkel, Swinkels (Martha/65), Quasten (Nieuwendaal/58), Kargbo, Mathijssen (Messoudi/74), Veloso, Grégoire (Mourad/74), Zijler (Akgün/46), Demouge (Muhamadu/28) |  |
| Stadion: Rudolf-Harbig-Stadion, Dresden Toeschouwers: 4.566 |                |           |                                             | Keller (Hesse/46), Pelzer (Palionis/46), Hübener (Beck/74), Grembowietz (Wolf/62), Kügler (Schmidt/71), Nikol (Kegel/62), Wagefeld (Kötzsch/86), Pfeffer, Jungnickel (Petrovic/74), Bröker (Müller/46), Savran (Dobry/46) | Aerts, Janse, Schenkel, Swinkels (Martha/65), Quasten (Nieuwendaal/58), Kargbo, Mathijssen (Messoudi/74), Veloso, Grégoire (Mourad/74), Zijler (Akgün/46), Demouge (Muhamadu/28) |  |
| Stadion: Rudolf-Harbig-Stadion, Dresden Toeschouwers: 4.566 |                |           |                                             | Keller (Hesse/46), Pelzer (Palionis/46), Hübener (Beck/74), Grembowietz (Wolf/62), Kügler (Schmidt/71), Nikol (Kegel/62), Wagefeld (Kötzsch/86), Pfeffer, Jungnickel (Petrovic/74), Bröker (Müller/46), Savran (Dobry/46) | Aerts, Janse, Schenkel, Swinkels (Martha/65), Quasten (Nieuwendaal/58), Kargbo, Mathijssen (Messoudi/74), Veloso, Grégoire (Mourad/74), Zijler (Akgün/46), Demouge (Muhamadu/28) |  |
|                                                             |                |           |                                             | | |  |

| 15 augustus 2008, 19u00                                                                | Willem II | 0-0 (0-0) | RCD Espanyol | Opstelling Willem II | Opstelling RCD Espanyol |  |
| Stadion: Willem II Stadion, Tilburg Toeschouwers: 2.500 scheidsrechter: Tom van Sichem |           |           |              | Aerts (cap), Janse, Schenkel, Swinkels, Veloso, Kargbo (Zijler/76), Akgün (Grégoire/76), Mathijssen (Quasten/62), Boutahar (Deul/76), Demouge (Mourad/76), Muhamadu (Messoudi/62) | Kameni, Sergio Sánchez, Román, De la Peña, Luis García, Béranger, Rufete (Valdo/68), Daniel Jarque, Moisés, Tamudo, Víctor Ruiz |  |
| Stadion: Willem II Stadion, Tilburg Toeschouwers: 2.500 scheidsrechter: Tom van Sichem |           |           |              | Aerts (cap), Janse, Schenkel, Swinkels, Veloso, Kargbo (Zijler/76), Akgün (Grégoire/76), Mathijssen (Quasten/62), Boutahar (Deul/76), Demouge (Mourad/76), Muhamadu (Messoudi/62) | Kameni, Sergio Sánchez, Román, De la Peña, Luis García, Béranger, Rufete (Valdo/68), Daniel Jarque, Moisés, Tamudo, Víctor Ruiz |  |
| Stadion: Willem II Stadion, Tilburg Toeschouwers: 2.500 scheidsrechter: Tom van Sichem |           |           |              | Aerts (cap), Janse, Schenkel, Swinkels, Veloso, Kargbo (Zijler/76), Akgün (Grégoire/76), Mathijssen (Quasten/62), Boutahar (Deul/76), Demouge (Mourad/76), Muhamadu (Messoudi/62) | Kameni, Sergio Sánchez, Román, De la Peña, Luis García, Béranger, Rufete (Valdo/68), Daniel Jarque, Moisés, Tamudo, Víctor Ruiz |  |
|                                                                                        |           |           |              | | |  |

| 19 augustus 2008, 19u00                                                                               | Willem II | 5-3 (3-1) | KVC Westerlo                                                   | Opstelling Willem II | Opstelling KVC Westerlo   |  |
| Stadion: Sportpark Zeshoeven (SV SSS), Udenhout Toeschouwers: 489 scheidsrechter: Reinold Wiedemeijer | '12 Christophe Grégoire 1-0 '16 Mohamed Messoudi 2-0 '28 Mohamed Messoudi/pen 3-0 '54 George Mourad 4-1 '54 Mohamed Messoudi 5-1 |           | 3-1 Saïd Abbou '42 5-2 Emre Sahin '62 5-3 Philip De Cantis '64 | Aerts, Janse, Kargbo, Swinkels (Van Dinter/52), Veloso, Mathijssen, Grégoire, Akgün, Boutahar (Vansimpsen/55), Messoudi (Lambooij/83), Mourad | , De Cantis, Sahin, Abbou |  |
| Stadion: Sportpark Zeshoeven (SV SSS), Udenhout Toeschouwers: 489 scheidsrechter: Reinold Wiedemeijer | |           |                                                                | Aerts, Janse, Kargbo, Swinkels (Van Dinter/52), Veloso, Mathijssen, Grégoire, Akgün, Boutahar (Vansimpsen/55), Messoudi (Lambooij/83), Mourad | , De Cantis, Sahin, Abbou |  |
| Stadion: Sportpark Zeshoeven (SV SSS), Udenhout Toeschouwers: 489 scheidsrechter: Reinold Wiedemeijer | |           |                                                                | Aerts, Janse, Kargbo, Swinkels (Van Dinter/52), Veloso, Mathijssen, Grégoire, Akgün, Boutahar (Vansimpsen/55), Messoudi (Lambooij/83), Mourad | , De Cantis, Sahin, Abbou |  |
| | |           |                                                                | |                           |  |

| 23 augustus 2008, 13u45, Koningsdag                                                     | Willem II             | 1-0 (0-0) | Rayo Vallecano | Opstelling Willem II | Opstelling Rayo Vallecano                                                                                          |  |
| Stadion: Willem II Stadion, Tilburg Toeschouwers: 6.000 scheidsrechter: Dick van Egmond | '80 George Mourad 1-0 |           |                | Aerts (cap), Janse (Deul/46), Schenkel, Swinkels, Veloso, Akgün, Kargbo (Mathijssen/61), Quasten (Nieuwendaal/81), Zijler (De Leeuw/73), Muhamadu (Mourad/61), Messoudi (Grégoire/61) | Cobeño, Llorens, Amaya, Carlos, Tena, Míchel (cap) (Pachón/84), Enguix, Diamé, Albiol, Piti (Collantes/79), Aganzo |  |
| Stadion: Willem II Stadion, Tilburg Toeschouwers: 6.000 scheidsrechter: Dick van Egmond |                       |           |                | Aerts (cap), Janse (Deul/46), Schenkel, Swinkels, Veloso, Akgün, Kargbo (Mathijssen/61), Quasten (Nieuwendaal/81), Zijler (De Leeuw/73), Muhamadu (Mourad/61), Messoudi (Grégoire/61) | Cobeño, Llorens, Amaya, Carlos, Tena, Míchel (cap) (Pachón/84), Enguix, Diamé, Albiol, Piti (Collantes/79), Aganzo |  |
| Stadion: Willem II Stadion, Tilburg Toeschouwers: 6.000 scheidsrechter: Dick van Egmond |                       |           |                | Aerts (cap), Janse (Deul/46), Schenkel, Swinkels, Veloso, Akgün, Kargbo (Mathijssen/61), Quasten (Nieuwendaal/81), Zijler (De Leeuw/73), Muhamadu (Mourad/61), Messoudi (Grégoire/61) | Cobeño, Llorens, Amaya, Carlos, Tena, Míchel (cap) (Pachón/84), Enguix, Diamé, Albiol, Piti (Collantes/79), Aganzo |  |
|                                                                                         |                       |           |                | | |  |

#### Januari
| 12 januari 2009, 14u00                                                     | Willem II                                                          | 3-1 (1-0) | Fortuna Sittard        | Opstelling Willem II | Opstelling Fortuna Sittard |  |
| Stadion: Willem II Stadion, Tilburg Scheidsrechter: Martin van den Kerkhof | '40 Frank Demouge 1-0 '51 George Mourad 2-1 '82 Ronnie Reniers 3-1 |           | 1-1 Danny Schreurs '48 | Moens, Martha (Van Ree/60), Van Eijden (Van Dinter/46), Swinkels (Biemans/60), Veloso (Lima/60), Mathijssen (Pereira/60), Quasten (Grégoire/60), Zijler, Muhamadu (Reniers/60), Mourad, Demouge (Vorthoren/60) | Grootaers, Geenen (Diaz/80), Grabovac (Jaspers/80), Facenna (Maessen/56), Vanek (Kotbani/80), Simone (Mayele/56), Heinrichs (Zorlu/80), Voorn, Boymans (Milkovic/46), Kozarac (Linssen/56), Schreurs (Van den Ouweland/56) |  |
| Stadion: Willem II Stadion, Tilburg Scheidsrechter: Martin van den Kerkhof |                                                                    |           |                        | Moens, Martha (Van Ree/60), Van Eijden (Van Dinter/46), Swinkels (Biemans/60), Veloso (Lima/60), Mathijssen (Pereira/60), Quasten (Grégoire/60), Zijler, Muhamadu (Reniers/60), Mourad, Demouge (Vorthoren/60) | Grootaers, Geenen (Diaz/80), Grabovac (Jaspers/80), Facenna (Maessen/56), Vanek (Kotbani/80), Simone (Mayele/56), Heinrichs (Zorlu/80), Voorn, Boymans (Milkovic/46), Kozarac (Linssen/56), Schreurs (Van den Ouweland/56) |  |
| Stadion: Willem II Stadion, Tilburg Scheidsrechter: Martin van den Kerkhof |                                                                    |           |                        | Moens, Martha (Van Ree/60), Van Eijden (Van Dinter/46), Swinkels (Biemans/60), Veloso (Lima/60), Mathijssen (Pereira/60), Quasten (Grégoire/60), Zijler, Muhamadu (Reniers/60), Mourad, Demouge (Vorthoren/60) | Grootaers, Geenen (Diaz/80), Grabovac (Jaspers/80), Facenna (Maessen/56), Vanek (Kotbani/80), Simone (Mayele/56), Heinrichs (Zorlu/80), Voorn, Boymans (Milkovic/46), Kozarac (Linssen/56), Schreurs (Van den Ouweland/56) |  |
|                                                                            |                                                                    |           |                        | | |  |

#### Maart
| 27 maart 2009, 14u00                                                | Willem II                                 | 2-0 (1-0) | RSC Anderlecht | Opstelling Willem II | Opstelling RSC Anderlecht |  |
| Stadion: Willem II Stadion, Tilburg Scheidsrechter: Bernard Elissen | '8 Kiki Musampa 1-0 '74 Saïd Boutahar 2-0 |           |                | Appels (Moens/46), Janse , Lima, Swinkels (Van Dinter/74), Veloso, Mathijssen (Kargbo/46), Messoudi, Musampa (Vorthoren/74), Muhamadu (Boutahar/46), Zijler, Demouge (Mourad/46) | Schollen, Rnic, Deschacht, Bernárdez, Van Damme (Biglia/46), Losada (Kage/85), Chatelle, Sare, Iakovenko (Diandy/76), Suarez (Reynaldo/76), Vlček |  |
| Stadion: Willem II Stadion, Tilburg Scheidsrechter: Bernard Elissen |                                           |           |                | Appels (Moens/46), Janse , Lima, Swinkels (Van Dinter/74), Veloso, Mathijssen (Kargbo/46), Messoudi, Musampa (Vorthoren/74), Muhamadu (Boutahar/46), Zijler, Demouge (Mourad/46) | Schollen, Rnic, Deschacht, Bernárdez, Van Damme (Biglia/46), Losada (Kage/85), Chatelle, Sare, Iakovenko (Diandy/76), Suarez (Reynaldo/76), Vlček |  |
| Stadion: Willem II Stadion, Tilburg Scheidsrechter: Bernard Elissen |                                           |           |                | Appels (Moens/46), Janse , Lima, Swinkels (Van Dinter/74), Veloso, Mathijssen (Kargbo/46), Messoudi, Musampa (Vorthoren/74), Muhamadu (Boutahar/46), Zijler, Demouge (Mourad/46) | Schollen, Rnic, Deschacht, Bernárdez, Van Damme (Biglia/46), Losada (Kage/85), Chatelle, Sare, Iakovenko (Diandy/76), Suarez (Reynaldo/76), Vlček |  |
|                                                                     |                                           |           |                | | |  |

### Eredivisie

#### Augustus
| 30 augustus 2008, 18u45                                                              | Willem II                                  | 2-1 (0-1) | Ajax                      | Opstelling Willem II | Opstelling Ajax |  |
| Stadion: Willem II Stadion, Tilburg Toeschouwers: 14.000 scheidsrechter: Pieter Vink | '47 Frank Demouge 1-1 '65 Mehmet Akgün 2-1 |           | 0-1 Miralem Sulejmani '23 | Aerts (cap), Janse, Schenkel, Swinkels, Veloso , Kargbo , Mathijssen, Akgün (Deul/85), Messoudi (Muhamadu/46 ), Boutahar, Demouge (Mourad/90+4) | Stekelenburg, Silva (Van der Wiel/69), Oleguer, Vermaelen, Vertonghen, Sno , Lindgren, Emanuelson (Sarpong/68), Suárez, Huntelaar (cap), Sulejmani (Cvitanich/66) |  |
| Stadion: Willem II Stadion, Tilburg Toeschouwers: 14.000 scheidsrechter: Pieter Vink |                                            |           |                           | Aerts (cap), Janse, Schenkel, Swinkels, Veloso , Kargbo , Mathijssen, Akgün (Deul/85), Messoudi (Muhamadu/46 ), Boutahar, Demouge (Mourad/90+4) | Stekelenburg, Silva (Van der Wiel/69), Oleguer, Vermaelen, Vertonghen, Sno , Lindgren, Emanuelson (Sarpong/68), Suárez, Huntelaar (cap), Sulejmani (Cvitanich/66) |  |
| Stadion: Willem II Stadion, Tilburg Toeschouwers: 14.000 scheidsrechter: Pieter Vink |                                            |           |                           | Aerts (cap), Janse, Schenkel, Swinkels, Veloso , Kargbo , Mathijssen, Akgün (Deul/85), Messoudi (Muhamadu/46 ), Boutahar, Demouge (Mourad/90+4) | Stekelenburg, Silva (Van der Wiel/69), Oleguer, Vermaelen, Vertonghen, Sno , Lindgren, Emanuelson (Sarpong/68), Suárez, Huntelaar (cap), Sulejmani (Cvitanich/66) |  |
|                                                                                      |                                            |           |                           | | |  |

#### September
| 14 september 2008, 14u30                                                            | NAC Breda             | 1-3 (0-0) | Willem II                                                             | Opstelling NAC Breda | Opstelling Willem II |  |
| Stadion: Rat Verlegh Stadion, Breda Toeschouwers: 16.000 scheidsrechter: Kevin Blom | '88 Matthew Amoah 1-3 |           | 0-1 Frank Demouge '56 0-2 Frank Demouge/pen '67 0-3 Ibad Muhamadu '75 | Ten Rouwelaar, Fehér , Kwakman, Penders, Zwaanswijk, Van der Leegte (Gilissen/81), Reuser (Idabdelhay/67), Mtiliga, Kolkka (Gorter/81), Amoah, Lurling | Aerts, Janse (Deul/46), Schenkel, Van Eijden, Veloso (Quasten/81), Kargbo , Mathijssen, Boutahar, Akgün, Muhamadu, Demouge (Grégoire/80) |  |
| Stadion: Rat Verlegh Stadion, Breda Toeschouwers: 16.000 scheidsrechter: Kevin Blom |                       |           |                                                                       | Ten Rouwelaar, Fehér , Kwakman, Penders, Zwaanswijk, Van der Leegte (Gilissen/81), Reuser (Idabdelhay/67), Mtiliga, Kolkka (Gorter/81), Amoah, Lurling | Aerts, Janse (Deul/46), Schenkel, Van Eijden, Veloso (Quasten/81), Kargbo , Mathijssen, Boutahar, Akgün, Muhamadu, Demouge (Grégoire/80) |  |
| Stadion: Rat Verlegh Stadion, Breda Toeschouwers: 16.000 scheidsrechter: Kevin Blom |                       |           |                                                                       | Ten Rouwelaar, Fehér , Kwakman, Penders, Zwaanswijk, Van der Leegte (Gilissen/81), Reuser (Idabdelhay/67), Mtiliga, Kolkka (Gorter/81), Amoah, Lurling | Aerts, Janse (Deul/46), Schenkel, Van Eijden, Veloso (Quasten/81), Kargbo , Mathijssen, Boutahar, Akgün, Muhamadu, Demouge (Grégoire/80) |  |
|                                                                                     |                       |           |                                                                       | | |  |

| 19 september 2008, 20u45                                                                  | FC Utrecht            | 1-0 (1-0) | Willem II | Opstelling FC Utrecht | Opstelling Willem II |  |
| Stadion: Stadion Galgenwaard, Utrecht Toeschouwers: 20.000 Scheidsrechter: Pol van Boekel | '33 Sander Keller 1-0 |           |           | Vorm, Cornelisse, Dickoh, Keller, Neșu, Silberbauer, Wormgoor (Maguire/62), Cziommer (Schaken/67), George, Skoubo, Loval (Boussaboun/84) | Aerts, Janse, Schenkel, Van Eijden (Messoudi/77), Veloso, Mathijssen (Deul/62), Kargbo , Boutahar, Akgün, Demouge , Muhamadu (Grégoire/88) |  |
| Stadion: Stadion Galgenwaard, Utrecht Toeschouwers: 20.000 Scheidsrechter: Pol van Boekel |                       |           |           | Vorm, Cornelisse, Dickoh, Keller, Neșu, Silberbauer, Wormgoor (Maguire/62), Cziommer (Schaken/67), George, Skoubo, Loval (Boussaboun/84) | Aerts, Janse, Schenkel, Van Eijden (Messoudi/77), Veloso, Mathijssen (Deul/62), Kargbo , Boutahar, Akgün, Demouge , Muhamadu (Grégoire/88) |  |
| Stadion: Stadion Galgenwaard, Utrecht Toeschouwers: 20.000 Scheidsrechter: Pol van Boekel |                       |           |           | Vorm, Cornelisse, Dickoh, Keller, Neșu, Silberbauer, Wormgoor (Maguire/62), Cziommer (Schaken/67), George, Skoubo, Loval (Boussaboun/84) | Aerts, Janse, Schenkel, Van Eijden (Messoudi/77), Veloso, Mathijssen (Deul/62), Kargbo , Boutahar, Akgün, Demouge , Muhamadu (Grégoire/88) |  |
|                                                                                           |                       |           |           | | |  |

| 27 september 2008, 20u45                                                                | Willem II                                   | 2-5 (1-5) | AZ | Opstelling Willem II | Opstelling AZ |  |
| Stadion: Willem II Stadion, Tilburg Toeschouwers: 11.500 Scheidsrechter: Eric Braamhaar | '41 Frank Demouge 1-5 '86 Frank Demouge 2-5 |           | 0-1 Demy de Zeeuw '5 0-2 Mounir El Hamdaoui '22 0-3 Mounir El Hamdaoui '27 0-4 Mousa Dembélé '37 0-5 Mounir El Hamdaoui '39 | Aerts, Janse, Van Eijden, Schenkel, Veloso, Kargbo (Quasten/46), Mathijssen, Boutahar (Messoudi/75), Akgün, Grégoire (Deul/46), Demouge | Romero, Swerts, Jaliens, Moreno, Moisander, De Zeeuw, Schaars (Martens/24), Mendes da Silva (Holman/78), Van der Velden, El Hamdaoui, Dembélé (Pellè/75) |  |
| Stadion: Willem II Stadion, Tilburg Toeschouwers: 11.500 Scheidsrechter: Eric Braamhaar |                                             |           | | Aerts, Janse, Van Eijden, Schenkel, Veloso, Kargbo (Quasten/46), Mathijssen, Boutahar (Messoudi/75), Akgün, Grégoire (Deul/46), Demouge | Romero, Swerts, Jaliens, Moreno, Moisander, De Zeeuw, Schaars (Martens/24), Mendes da Silva (Holman/78), Van der Velden, El Hamdaoui, Dembélé (Pellè/75) |  |
| Stadion: Willem II Stadion, Tilburg Toeschouwers: 11.500 Scheidsrechter: Eric Braamhaar |                                             |           | | Aerts, Janse, Van Eijden, Schenkel, Veloso, Kargbo (Quasten/46), Mathijssen, Boutahar (Messoudi/75), Akgün, Grégoire (Deul/46), Demouge | Romero, Swerts, Jaliens, Moreno, Moisander, De Zeeuw, Schaars (Martens/24), Mendes da Silva (Holman/78), Van der Velden, El Hamdaoui, Dembélé (Pellè/75) |  |
|                                                                                         |                                             |           | | | |  |

#### Oktober
| 4 oktober 2008, 18u45                                                            | Vitesse                                          | 2-2 (0-1) | Willem II                                  | Opstelling Vitesse | Opstelling Willem II |  |
| Stadion: GelreDome, Arnhem Toeschouwers: 15.035 scheidsrechter: Richard Liesveld | '46 Ricky van Wolfswinkel 1-1 '56 Nicky Hofs 2-1 |           | 0-1 Mehmet Akgün '15 2-2 Frank Demouge '93 | Velthuizen , Verhaegh , Sansoni, Sprockel (Yakubu/46), Drost, Claudemir, Molhoek , Jenner (Kolk/46 ), Van Wolfswinkel (Tarvajärvi/79), Büttner, Hofs | Aerts , Janse (2xG), Schenkel, Veloso, Van Eijden (Zijler/78), Kargbo (Grégoire/87), Boutahar, Akgün, Mathijssen, Quasten (Deul/46), Demouge |  |
| Stadion: GelreDome, Arnhem Toeschouwers: 15.035 scheidsrechter: Richard Liesveld |                                                  |           |                                            | Velthuizen , Verhaegh , Sansoni, Sprockel (Yakubu/46), Drost, Claudemir, Molhoek , Jenner (Kolk/46 ), Van Wolfswinkel (Tarvajärvi/79), Büttner, Hofs | Aerts , Janse (2xG), Schenkel, Veloso, Van Eijden (Zijler/78), Kargbo (Grégoire/87), Boutahar, Akgün, Mathijssen, Quasten (Deul/46), Demouge |  |
| Stadion: GelreDome, Arnhem Toeschouwers: 15.035 scheidsrechter: Richard Liesveld |                                                  |           |                                            | Velthuizen , Verhaegh , Sansoni, Sprockel (Yakubu/46), Drost, Claudemir, Molhoek , Jenner (Kolk/46 ), Van Wolfswinkel (Tarvajärvi/79), Büttner, Hofs | Aerts , Janse (2xG), Schenkel, Veloso, Van Eijden (Zijler/78), Kargbo (Grégoire/87), Boutahar, Akgün, Mathijssen, Quasten (Deul/46), Demouge |  |
|                                                                                  |                                                  |           |                                            | | |  |

| 19 oktober 2008, 14u30                                                                       | Willem II             | 1-0 (1-0) | Feyenoord | Opstelling Willem II | Opstelling Feyenoord |  |
| Stadion: Willem II Stadion, Tilburg Toeschouwers: 13.750 Scheidsrechter: Reinold Wiedemeijer | '23 Frank Demouge 1-0 |           |           | Aerts, Van Eijden (Zijler/83), Schenkel, Swinkels, Veloso, Kargbo, Mathijssen, Akgün, Deul (Nieuwendaal/68), Boutahar (Grégoire/18), Demouge | Timmer, Greene, Bahia, Hofland, De Cler (Fer/80), Van Bronckhorst, Wijnaldum, Bruins (Mols/46), El Ahmadi, De Guzman, Biseswar |  |
| Stadion: Willem II Stadion, Tilburg Toeschouwers: 13.750 Scheidsrechter: Reinold Wiedemeijer |                       |           |           | Aerts, Van Eijden (Zijler/83), Schenkel, Swinkels, Veloso, Kargbo, Mathijssen, Akgün, Deul (Nieuwendaal/68), Boutahar (Grégoire/18), Demouge | Timmer, Greene, Bahia, Hofland, De Cler (Fer/80), Van Bronckhorst, Wijnaldum, Bruins (Mols/46), El Ahmadi, De Guzman, Biseswar |  |
| Stadion: Willem II Stadion, Tilburg Toeschouwers: 13.750 Scheidsrechter: Reinold Wiedemeijer |                       |           |           | Aerts, Van Eijden (Zijler/83), Schenkel, Swinkels, Veloso, Kargbo, Mathijssen, Akgün, Deul (Nieuwendaal/68), Boutahar (Grégoire/18), Demouge | Timmer, Greene, Bahia, Hofland, De Cler (Fer/80), Van Bronckhorst, Wijnaldum, Bruins (Mols/46), El Ahmadi, De Guzman, Biseswar |  |
|                                                                                              |                       |           |           | | |  |

| 25 oktober, 19u45 | Willem II             | 1-1 (0-1) | De Graafschap      | Opstelling Willem II | Opstelling De Graafschap |  |
| Stadion: Willem II Stadion, Tilburg Toeschouwers: 12.300 Scheidsrechter: Jan Wegereef Oost mist strafschop (33) Demouge mist strafschop (36) | '68 Frank Demouge 1-1 |           | 0-1 Jason Oost '17 | Aerts, Janse, Schenkel (Van Eijden /31), Swinkels, Veloso (Mourad/67), Kargbo, Mathijssen, Akgün, Deul (Zijler/60), Grégoire, Demouge | Heijblok, Schuurman, Hese, Volmer, Fung A Wing, Meijer (Buijs/75), Jungschläger, Van den Ouweland, Oost, Den Ouden (Robbemond/80), Assaidi (De Ridder/56) |  |
| Stadion: Willem II Stadion, Tilburg Toeschouwers: 12.300 Scheidsrechter: Jan Wegereef Oost mist strafschop (33) Demouge mist strafschop (36) |                       |           |                    | Aerts, Janse, Schenkel (Van Eijden /31), Swinkels, Veloso (Mourad/67), Kargbo, Mathijssen, Akgün, Deul (Zijler/60), Grégoire, Demouge | Heijblok, Schuurman, Hese, Volmer, Fung A Wing, Meijer (Buijs/75), Jungschläger, Van den Ouweland, Oost, Den Ouden (Robbemond/80), Assaidi (De Ridder/56) |  |
| Stadion: Willem II Stadion, Tilburg Toeschouwers: 12.300 Scheidsrechter: Jan Wegereef Oost mist strafschop (33) Demouge mist strafschop (36) |                       |           |                    | Aerts, Janse, Schenkel (Van Eijden /31), Swinkels, Veloso (Mourad/67), Kargbo, Mathijssen, Akgün, Deul (Zijler/60), Grégoire, Demouge | Heijblok, Schuurman, Hese, Volmer, Fung A Wing, Meijer (Buijs/75), Jungschläger, Van den Ouweland, Oost, Den Ouden (Robbemond/80), Assaidi (De Ridder/56) |  |
| |                       |           |                    | | |  |

| 28 oktober 2008, 20u00                                                         | FC Volendam                                 | 2-2 (1-0) | Willem II                                  | Opstelling FC Volendam | Opstelling Willem II |  |
| Stadion: Kras Stadion, Volendam Toeschouwers: 5.000 Scheidsrechter: Van Meenen | '42 Melvin Platje 1-0 '75 Paul de Lange 2-2 |           | 1-1 Sergio Zijler '50 1-2 Paul Quasten '62 | Verhoeven, Koning , Bakens, Boots, Meijers, Yildiz (Valenta/69), Hofstede (Narsingh/82), De Lange, Platje, Tuyp, Sheotahul | Aerts, Janse (Van Eijden/81), Schenkel, Swinkels, Veloso, Akgün, Kargbo, Quasten (Nieuwendaal/90), Zijler (Deul/90), Demouge, Grégoire |  |
| Stadion: Kras Stadion, Volendam Toeschouwers: 5.000 Scheidsrechter: Van Meenen |                                             |           |                                            | Verhoeven, Koning , Bakens, Boots, Meijers, Yildiz (Valenta/69), Hofstede (Narsingh/82), De Lange, Platje, Tuyp, Sheotahul | Aerts, Janse (Van Eijden/81), Schenkel, Swinkels, Veloso, Akgün, Kargbo, Quasten (Nieuwendaal/90), Zijler (Deul/90), Demouge, Grégoire |  |
| Stadion: Kras Stadion, Volendam Toeschouwers: 5.000 Scheidsrechter: Van Meenen |                                             |           |                                            | Verhoeven, Koning , Bakens, Boots, Meijers, Yildiz (Valenta/69), Hofstede (Narsingh/82), De Lange, Platje, Tuyp, Sheotahul | Aerts, Janse (Van Eijden/81), Schenkel, Swinkels, Veloso, Akgün, Kargbo, Quasten (Nieuwendaal/90), Zijler (Deul/90), Demouge, Grégoire |  |
|                                                                                |                                             |           |                                            | | |  |

#### November
| 1 november 2008, 19u45                                                               | PSV                                                 | 2-0 (1-0) | Willem II | Opstelling PSV | Opstelling Willem II |  |
| Stadion: Philips Stadion, Eindhoven Toeschouwers: 33.000 Scheidsrechter: Pieter Vink | '6 Arjan Swinkels e.d. 1-0 '57 Danny Koevermans 2-0 |           |           | Isaksson, Marcellis, Simons, Addo, Pieters, Bakkal (Lazovic/80), Wuytens, Čulina, Dzsudzsák, Afellay (Nijland/75), Koevermans (Kromkamp/84) | Aerts, Van Eijden (Zijler/46), Schenkel, Swinkels, Veloso, Kargbo , Mathijssen (Nieuwendaal/87), Akgün, Janse, Demouge, Grégoire (Muhamadu/74) |  |
| Stadion: Philips Stadion, Eindhoven Toeschouwers: 33.000 Scheidsrechter: Pieter Vink |                                                     |           |           | Isaksson, Marcellis, Simons, Addo, Pieters, Bakkal (Lazovic/80), Wuytens, Čulina, Dzsudzsák, Afellay (Nijland/75), Koevermans (Kromkamp/84) | Aerts, Van Eijden (Zijler/46), Schenkel, Swinkels, Veloso, Kargbo , Mathijssen (Nieuwendaal/87), Akgün, Janse, Demouge, Grégoire (Muhamadu/74) |  |
| Stadion: Philips Stadion, Eindhoven Toeschouwers: 33.000 Scheidsrechter: Pieter Vink |                                                     |           |           | Isaksson, Marcellis, Simons, Addo, Pieters, Bakkal (Lazovic/80), Wuytens, Čulina, Dzsudzsák, Afellay (Nijland/75), Koevermans (Kromkamp/84) | Aerts, Van Eijden (Zijler/46), Schenkel, Swinkels, Veloso, Kargbo , Mathijssen (Nieuwendaal/87), Akgün, Janse, Demouge, Grégoire (Muhamadu/74) |  |
|                                                                                      |                                                     |           |           | | |  |

| 8 november 2008, 20u45                                                                    | Willem II                                   | 2-1 (1-0) | Roda JC                       | Opstelling Willem II | Opstelling Roda JC |  |
| Stadion: Willem II Stadion, Tilburg Toeschouwers: 12.500 scheidsrechter: Richard Liesveld | '28 Saïd Boutahar 1-0 '74 Saïd Boutahar 2-0 |           | 2-1 Jeanvion Yulu-Matondo '88 | Aerts, Van Eijden, Schenkel, Swinkels, Veloso, Janse (Mathijssen/27), Kargbo (Nieuwendaal/62), Akgün, Boutahar, Muhamadu (Zijler/71), Demouge | Castro, Saeijs (De Man/46), De Fauw , Kah , De Jong, Meeuwis, Vormer , Bodor (W. Janssen/61) , Hadouir (Yulu-Matondo/75), Cissé, Oper |  |
| Stadion: Willem II Stadion, Tilburg Toeschouwers: 12.500 scheidsrechter: Richard Liesveld |                                             |           |                               | Aerts, Van Eijden, Schenkel, Swinkels, Veloso, Janse (Mathijssen/27), Kargbo (Nieuwendaal/62), Akgün, Boutahar, Muhamadu (Zijler/71), Demouge | Castro, Saeijs (De Man/46), De Fauw , Kah , De Jong, Meeuwis, Vormer , Bodor (W. Janssen/61) , Hadouir (Yulu-Matondo/75), Cissé, Oper |  |
| Stadion: Willem II Stadion, Tilburg Toeschouwers: 12.500 scheidsrechter: Richard Liesveld |                                             |           |                               | Aerts, Van Eijden, Schenkel, Swinkels, Veloso, Janse (Mathijssen/27), Kargbo (Nieuwendaal/62), Akgün, Boutahar, Muhamadu (Zijler/71), Demouge | Castro, Saeijs (De Man/46), De Fauw , Kah , De Jong, Meeuwis, Vormer , Bodor (W. Janssen/61) , Hadouir (Yulu-Matondo/75), Cissé, Oper |  |
|                                                                                           |                                             |           |                               | | |  |

| 15 november 2008, 18u45                                                                    | ADO Den Haag | 0-1 (0-0) | Willem II               | Opstelling ADO Den Haag | Opstelling Willem II |  |
| Stadion: ADO Den Haag Stadion, Den Haag Toeschouwers: 11.000 Scheidsrechter: Ben Haverkort |              |           | 0-1 Frank Demouge '90+5 | Zwinkels (Waterman/87), Ammi , Horváth , Kum, Van Hese, Ranković, Immers, Y. Cornelisse, Meriç, Knopper (Hoogendorp/68), Verhoek (Resodihardjo/75) | Aerts, Janse , Schenkel, Swinkels, Veloso (Van Eijden/26) , Kargbo, Mathijssen, Akgün, Boutahar (Messoudi/90+1), Muhamadu (Zijler/29) , Demouge |  |
| Stadion: ADO Den Haag Stadion, Den Haag Toeschouwers: 11.000 Scheidsrechter: Ben Haverkort |              |           |                         | Zwinkels (Waterman/87), Ammi , Horváth , Kum, Van Hese, Ranković, Immers, Y. Cornelisse, Meriç, Knopper (Hoogendorp/68), Verhoek (Resodihardjo/75) | Aerts, Janse , Schenkel, Swinkels, Veloso (Van Eijden/26) , Kargbo, Mathijssen, Akgün, Boutahar (Messoudi/90+1), Muhamadu (Zijler/29) , Demouge |  |
| Stadion: ADO Den Haag Stadion, Den Haag Toeschouwers: 11.000 Scheidsrechter: Ben Haverkort |              |           |                         | Zwinkels (Waterman/87), Ammi , Horváth , Kum, Van Hese, Ranković, Immers, Y. Cornelisse, Meriç, Knopper (Hoogendorp/68), Verhoek (Resodihardjo/75) | Aerts, Janse , Schenkel, Swinkels, Veloso (Van Eijden/26) , Kargbo, Mathijssen, Akgün, Boutahar (Messoudi/90+1), Muhamadu (Zijler/29) , Demouge |  |
|                                                                                            |              |           |                         | | |  |

| 23 november 2008, 14u30                                                                 | Willem II                                                        | 3-0 (3-0) | FC Groningen | Opstelling Willem II | Opstelling FC Groningen |  |
| Stadion: Willem II Stadion, Tilburg Toeschouwers: 13.500 Scheidsrechter: Tom van Sichem | '14 Mehmet Akgün 1-0 '20 Frank Demouge 2-0 '29 Frank Demouge 3-0 |           |              | Aerts, Van Eijden, Schenkel, Swinkels, Janse (Nieuwendaal/73), Kargbo, Akgün, Veloso, Boutahar (Quasten/85), Demouge , Muhamadu (Zijler/72) | Luciano, Švejdík, Sankoh (Hiariej/46), Granqvist, Stenman, Andersson, Holla, Ajilore (Matthijs/63), Lovre, Powel (Van de Laak/46), Berg |  |
| Stadion: Willem II Stadion, Tilburg Toeschouwers: 13.500 Scheidsrechter: Tom van Sichem |                                                                  |           |              | Aerts, Van Eijden, Schenkel, Swinkels, Janse (Nieuwendaal/73), Kargbo, Akgün, Veloso, Boutahar (Quasten/85), Demouge , Muhamadu (Zijler/72) | Luciano, Švejdík, Sankoh (Hiariej/46), Granqvist, Stenman, Andersson, Holla, Ajilore (Matthijs/63), Lovre, Powel (Van de Laak/46), Berg |  |
| Stadion: Willem II Stadion, Tilburg Toeschouwers: 13.500 Scheidsrechter: Tom van Sichem |                                                                  |           |              | Aerts, Van Eijden, Schenkel, Swinkels, Janse (Nieuwendaal/73), Kargbo, Akgün, Veloso, Boutahar (Quasten/85), Demouge , Muhamadu (Zijler/72) | Luciano, Švejdík, Sankoh (Hiariej/46), Granqvist, Stenman, Andersson, Holla, Ajilore (Matthijs/63), Lovre, Powel (Van de Laak/46), Berg |  |
|                                                                                         |                                                                  |           |              | | |  |

| 29 november 2008, 19u45                                                            | Heracles Almelo         | 1-0 (0-0) | Willem II | Opstelling Heracles Almelo | Opstelling Willem II |  |
| Stadion: Polman Stadion, Almelo Toeschouwers: 8.413 Scheidsrechter: Pol van Boekel | '67 Willie Overtoom 1-0 |           |           | Pieckenhagen, Boakye, Maertens, Wuytens, Looms , Breukers, Van den Bergh (De Vries/79), Klavan, Douglas, Everton (Dost/70), Overtoom (Shayesteh/90) | Aerts, Van Eijden, Schenkel , Swinkels , Veloso, Kargbo, Mathijssen (Grégoire/76), Akgün, Boutahar, Muhamadu (Mourad/71 ), Messoudi (Zijler/70) |  |
| Stadion: Polman Stadion, Almelo Toeschouwers: 8.413 Scheidsrechter: Pol van Boekel |                         |           |           | Pieckenhagen, Boakye, Maertens, Wuytens, Looms , Breukers, Van den Bergh (De Vries/79), Klavan, Douglas, Everton (Dost/70), Overtoom (Shayesteh/90) | Aerts, Van Eijden, Schenkel , Swinkels , Veloso, Kargbo, Mathijssen (Grégoire/76), Akgün, Boutahar, Muhamadu (Mourad/71 ), Messoudi (Zijler/70) |  |
| Stadion: Polman Stadion, Almelo Toeschouwers: 8.413 Scheidsrechter: Pol van Boekel |                         |           |           | Pieckenhagen, Boakye, Maertens, Wuytens, Looms , Breukers, Van den Bergh (De Vries/79), Klavan, Douglas, Everton (Dost/70), Overtoom (Shayesteh/90) | Aerts, Van Eijden, Schenkel , Swinkels , Veloso, Kargbo, Mathijssen (Grégoire/76), Akgün, Boutahar, Muhamadu (Mourad/71 ), Messoudi (Zijler/70) |  |
|                                                                                    |                         |           |           | | |  |

#### December
| 7 december 2008, 14u30                                                                 | Willem II             | 1-3 (0-1) | SC Heerenveen                                                            | Opstelling Willem II | Opstelling SC Heerenveen                                                                                              |  |
| Stadion: Willem II Stadion, Tilburg Toeschouwers: 12.700 Scheidsrechter: Verbist (Bel) | '65 Frank Demouge 1-1 |           | 0-1 Arnar Smárason 0-1 1-2 Christian Grindheim '70 1-3 Mika Väyrynen 1-3 | Aerts, Janse , Schenkel, Swinkels, Veloso (Mourad/76), Kargbo (Quasten/61), Mathijssen, Akgün, Boutahar, Demouge, Muhamadu (Zijler/61) | Steppe, Breuer , Bak Nielsen, Dingsdag, Popov, Väyrynen, Svec, Grindheim , Beerens , Smaráson , P. Henrique (Reza/85) |  |
| Stadion: Willem II Stadion, Tilburg Toeschouwers: 12.700 Scheidsrechter: Verbist (Bel) |                       |           |                                                                          | Aerts, Janse , Schenkel, Swinkels, Veloso (Mourad/76), Kargbo (Quasten/61), Mathijssen, Akgün, Boutahar, Demouge, Muhamadu (Zijler/61) | Steppe, Breuer , Bak Nielsen, Dingsdag, Popov, Väyrynen, Svec, Grindheim , Beerens , Smaráson , P. Henrique (Reza/85) |  |
| Stadion: Willem II Stadion, Tilburg Toeschouwers: 12.700 Scheidsrechter: Verbist (Bel) |                       |           |                                                                          | Aerts, Janse , Schenkel, Swinkels, Veloso (Mourad/76), Kargbo (Quasten/61), Mathijssen, Akgün, Boutahar, Demouge, Muhamadu (Zijler/61) | Steppe, Breuer , Bak Nielsen, Dingsdag, Popov, Väyrynen, Svec, Grindheim , Beerens , Smaráson , P. Henrique (Reza/85) |  |
|                                                                                        |                       |           |                                                                          | | |  |

| 13 december 2008, 19u45                                                                | Willem II               | 1-2 (0-1) | N.E.C.                                              | Opstelling Willem II | Opstelling N.E.C. |  |
| Stadion: Willem II Stadion, Tilburg Toeschouwers: 13.000 Scheidsrechter: Roelof Luinge | '80 Rens van Eijden 1-2 |           | 0-1 Jhon van Beukering '43 0-2 Rachid Bouaouzan '57 | Aerts, Janse, Van Eijden , Swinkels, Veloso (Quasten/71), Mathijssen, Nieuwendaal (Messoudi/80), Akgün, Boutahar, Grégoire (Zijler/63), Demouge | Babos, Dani Fernández, Zomer, Wisgerhof, El-Akchaoui, Sibum , Davids, Schöne (Kivuvu/82), Ntibazonkiza , Van Beukering (John/78), Bouaouzan (El Kabir/75) |  |
| Stadion: Willem II Stadion, Tilburg Toeschouwers: 13.000 Scheidsrechter: Roelof Luinge |                         |           |                                                     | Aerts, Janse, Van Eijden , Swinkels, Veloso (Quasten/71), Mathijssen, Nieuwendaal (Messoudi/80), Akgün, Boutahar, Grégoire (Zijler/63), Demouge | Babos, Dani Fernández, Zomer, Wisgerhof, El-Akchaoui, Sibum , Davids, Schöne (Kivuvu/82), Ntibazonkiza , Van Beukering (John/78), Bouaouzan (El Kabir/75) |  |
| Stadion: Willem II Stadion, Tilburg Toeschouwers: 13.000 Scheidsrechter: Roelof Luinge |                         |           |                                                     | Aerts, Janse, Van Eijden , Swinkels, Veloso (Quasten/71), Mathijssen, Nieuwendaal (Messoudi/80), Akgün, Boutahar, Grégoire (Zijler/63), Demouge | Babos, Dani Fernández, Zomer, Wisgerhof, El-Akchaoui, Sibum , Davids, Schöne (Kivuvu/82), Ntibazonkiza , Van Beukering (John/78), Bouaouzan (El Kabir/75) |  |
|                                                                                        |                         |           |                                                     | | |  |

| 21 december 2008, 14u30                                                                      | FC Twente                            | 2-0 (1-0) | Willem II | Opstelling FC Twente | Opstelling Willem II |  |
| Stadion: De Grolsch Veste, Enschede Toeschouwers: 22.532 Scheidsrechter: Reinold Wiedemeijer | '34 Douglas 1-0 '68 Blaise Nkufo 2-0 |           |           | Boschker, Stam, Douglas , Wielaert, Braafheid, Brama, Pérez (Heubach/85), Janssen (Tioté/46), Arnautović (Denneboom/73), Nkufo, Elia | Aerts, Janse , Van Eijden, Swinkels, Veloso, Mathijssen (Quasten/63), Kargbo , Messoudi (Grégoire/77), Boutahar, Demouge, Muhamadu (Zijler/66) |  |
| Stadion: De Grolsch Veste, Enschede Toeschouwers: 22.532 Scheidsrechter: Reinold Wiedemeijer |                                      |           |           | Boschker, Stam, Douglas , Wielaert, Braafheid, Brama, Pérez (Heubach/85), Janssen (Tioté/46), Arnautović (Denneboom/73), Nkufo, Elia | Aerts, Janse , Van Eijden, Swinkels, Veloso, Mathijssen (Quasten/63), Kargbo , Messoudi (Grégoire/77), Boutahar, Demouge, Muhamadu (Zijler/66) |  |
| Stadion: De Grolsch Veste, Enschede Toeschouwers: 22.532 Scheidsrechter: Reinold Wiedemeijer |                                      |           |           | Boschker, Stam, Douglas , Wielaert, Braafheid, Brama, Pérez (Heubach/85), Janssen (Tioté/46), Arnautović (Denneboom/73), Nkufo, Elia | Aerts, Janse , Van Eijden, Swinkels, Veloso, Mathijssen (Quasten/63), Kargbo , Messoudi (Grégoire/77), Boutahar, Demouge, Muhamadu (Zijler/66) |  |
|                                                                                              |                                      |           |           | | |  |

| 27 december 2008, 19u45                                                                 | Willem II                                                                                         | 3-2 (2-1) | Sparta Rotterdam                           | Opstelling Willem II | Opstelling Sparta Rotterdam |  |
| Stadion: Willem II Stadion, Tilburg Toeschouwers: 13.000 Scheidsrechter: Michiel Winter | '3 Rens van Eijden 1-0 '22 Frank Demouge 2-0 '58 Arjan Swinkels 3-2 Demouge mist strafschop ('57) |           | 2-1 Ruud Knol, pen. '40 2-2 Joey Godee '54 | Aerts , Janse , Van Eijden, Nieuwendaal, Swinkels, Mathijssen, Kargbo, Akgün (Vorthoren/89), Boutahar (Muhamadu/85), Demouge, Zijler (Quasten/90+4) | Wapenaar, Vermes , Knol (Rose/76), Van Gessel, Slijngard (Jaggy/80), Falkenburg (J. John/61), Slot , Strootman, Duplan (2x), Poepon, Godee |  |
| Stadion: Willem II Stadion, Tilburg Toeschouwers: 13.000 Scheidsrechter: Michiel Winter |                                                                                                   |           |                                            | Aerts , Janse , Van Eijden, Nieuwendaal, Swinkels, Mathijssen, Kargbo, Akgün (Vorthoren/89), Boutahar (Muhamadu/85), Demouge, Zijler (Quasten/90+4) | Wapenaar, Vermes , Knol (Rose/76), Van Gessel, Slijngard (Jaggy/80), Falkenburg (J. John/61), Slot , Strootman, Duplan (2x), Poepon, Godee |  |
| Stadion: Willem II Stadion, Tilburg Toeschouwers: 13.000 Scheidsrechter: Michiel Winter |                                                                                                   |           |                                            | Aerts , Janse , Van Eijden, Nieuwendaal, Swinkels, Mathijssen, Kargbo, Akgün (Vorthoren/89), Boutahar (Muhamadu/85), Demouge, Zijler (Quasten/90+4) | Wapenaar, Vermes , Knol (Rose/76), Van Gessel, Slijngard (Jaggy/80), Falkenburg (J. John/61), Slot , Strootman, Duplan (2x), Poepon, Godee |  |
|                                                                                         |                                                                                                   |           |                                            | | |  |

#### Januari
| 17 januari 2009, 18u45                                                              | De Graafschap     | 1-0 (1-0) | Willem II | Opstelling De Graafschap | Opstelling Willem II |  |
| Stadion: De Vijverberg, Doetinchem Toeschouwers: 11.800 Scheidsrechter: Pieter Vink | '17 Ben Sahar 1-0 |           |           | Heijblok, Bot, Keller, Hese, Fränkel, Schuurman, Meijer, Van den Ouweland (Buijs/75), Oost (Robbemond/80 ), Luuk De Jong (Den Ouden/67), Sahar | Aerts, Van Eijden, Nieuwendaal, Swinkels, Veloso, Mathijssen (Mourad/73), Quasten (Van Dinter/46), Akgün, Boutahar, Muhamadu (Zijler/46), Demouge |  |
| Stadion: De Vijverberg, Doetinchem Toeschouwers: 11.800 Scheidsrechter: Pieter Vink |                   |           |           | Heijblok, Bot, Keller, Hese, Fränkel, Schuurman, Meijer, Van den Ouweland (Buijs/75), Oost (Robbemond/80 ), Luuk De Jong (Den Ouden/67), Sahar | Aerts, Van Eijden, Nieuwendaal, Swinkels, Veloso, Mathijssen (Mourad/73), Quasten (Van Dinter/46), Akgün, Boutahar, Muhamadu (Zijler/46), Demouge |  |
| Stadion: De Vijverberg, Doetinchem Toeschouwers: 11.800 Scheidsrechter: Pieter Vink |                   |           |           | Heijblok, Bot, Keller, Hese, Fränkel, Schuurman, Meijer, Van den Ouweland (Buijs/75), Oost (Robbemond/80 ), Luuk De Jong (Den Ouden/67), Sahar | Aerts, Van Eijden, Nieuwendaal, Swinkels, Veloso, Mathijssen (Mourad/73), Quasten (Van Dinter/46), Akgün, Boutahar, Muhamadu (Zijler/46), Demouge |  |
|                                                                                     |                   |           |           | | |  |

| 24 januari 2009, 20u45                                                         | Feyenoord               | 1-1 (0-0) | Willem II          | Opstelling Feyenoord | Opstelling Willem II |  |
| Stadion: De Kuip, Rotterdam Toeschouwers: 44.250 Scheidsrechter: Roelof Luinge | '90+3 Andwelé Slory 1-1 |           | 0-1 Jens Janse '51 | Timmer, Tiendalli (Mols/81), Lucius, Bahia, De Cler , Wijnaldum, El Ahmadi (Slory/76), Van Bronckhorst, Bruins (Fer/46), Biseswar, Makaay | Aerts, Janse (Van Dinter/86), Van Eijden, Swinkels, Veloso (Quasten/87), Kargbo (Nieuwendaal/78), Mathijssen, Akgün, Boutahar , Zijler , Demouge |  |
| Stadion: De Kuip, Rotterdam Toeschouwers: 44.250 Scheidsrechter: Roelof Luinge |                         |           |                    | Timmer, Tiendalli (Mols/81), Lucius, Bahia, De Cler , Wijnaldum, El Ahmadi (Slory/76), Van Bronckhorst, Bruins (Fer/46), Biseswar, Makaay | Aerts, Janse (Van Dinter/86), Van Eijden, Swinkels, Veloso (Quasten/87), Kargbo (Nieuwendaal/78), Mathijssen, Akgün, Boutahar , Zijler , Demouge |  |
| Stadion: De Kuip, Rotterdam Toeschouwers: 44.250 Scheidsrechter: Roelof Luinge |                         |           |                    | Timmer, Tiendalli (Mols/81), Lucius, Bahia, De Cler , Wijnaldum, El Ahmadi (Slory/76), Van Bronckhorst, Bruins (Fer/46), Biseswar, Makaay | Aerts, Janse (Van Dinter/86), Van Eijden, Swinkels, Veloso (Quasten/87), Kargbo (Nieuwendaal/78), Mathijssen, Akgün, Boutahar , Zijler , Demouge |  |
|                                                                                |                         |           |                    | | |  |

| 31 januari 2009, 19u45                                                                 | Willem II | 0-2 (0-0) | Vitesse                                             | Opstelling Willem II | Opstelling Vitesse |  |
| Stadion: Willem II Stadion, Tilburg Toeschouwers: 13.300 scheidsrechter: Ben Haverkort |           |           | 0-1 Mads Junker '60 0-2 Ricky van Wolfswinkel '90+3 | Aerts, Van Eijden (Van Dinter/70), Nieuwendaal, Swinkels, Veloso, Kargbo, Mathijssen, Akgün (Vorthoren/19, Messoudi/62), Boutahar, Zijler , Demouge | Velthuizen, Verhaegh, Sprockel, Van der Struijk (Drost/52), Kuiper , Claudemir, Sansoni (Van Diermen/69), Hofs, Stevanovič, Junker (Snijders/83), Van Wolfswinkel |  |
| Stadion: Willem II Stadion, Tilburg Toeschouwers: 13.300 scheidsrechter: Ben Haverkort |           |           |                                                     | Aerts, Van Eijden (Van Dinter/70), Nieuwendaal, Swinkels, Veloso, Kargbo, Mathijssen, Akgün (Vorthoren/19, Messoudi/62), Boutahar, Zijler , Demouge | Velthuizen, Verhaegh, Sprockel, Van der Struijk (Drost/52), Kuiper , Claudemir, Sansoni (Van Diermen/69), Hofs, Stevanovič, Junker (Snijders/83), Van Wolfswinkel |  |
| Stadion: Willem II Stadion, Tilburg Toeschouwers: 13.300 scheidsrechter: Ben Haverkort |           |           |                                                     | Aerts, Van Eijden (Van Dinter/70), Nieuwendaal, Swinkels, Veloso, Kargbo, Mathijssen, Akgün (Vorthoren/19, Messoudi/62), Boutahar, Zijler , Demouge | Velthuizen, Verhaegh, Sprockel, Van der Struijk (Drost/52), Kuiper , Claudemir, Sansoni (Van Diermen/69), Hofs, Stevanovič, Junker (Snijders/83), Van Wolfswinkel |  |
|                                                                                        |           |           |                                                     | | |  |

#### Februari
| 3 februari 2009, 20u00                                                                | Willem II                   | 1-2 (1-0) | FC Volendam                                     | Opstelling Willem II | Opstelling FC Volendam |  |
| Stadion: Willem II Stadion, Tilburg Toeschouwers: 12.500 Scheidsrechter: Jan Wegereef | '5 Arjan Swinkels (pen) 1-0 |           | 1-1 Rowin van Zaanen '58 1-2 Henny Schilder '85 | Aerts , Janse, Nieuwendaal (Mourad/88), Swinkels, Veloso, Kargbo, Quasten (Mathijssen/60), Boutahar (Muhamadu/46), Vorthoren, Zijler , Demouge | Verhoeven, Koning, Bakens , Schilder, Sterk (Meijers/78), De Lange, Boots (Smit/83), Hofstede, Van Zaanen, Tuyp (Platje/75), Van Dijk |  |
| Stadion: Willem II Stadion, Tilburg Toeschouwers: 12.500 Scheidsrechter: Jan Wegereef |                             |           |                                                 | Aerts , Janse, Nieuwendaal (Mourad/88), Swinkels, Veloso, Kargbo, Quasten (Mathijssen/60), Boutahar (Muhamadu/46), Vorthoren, Zijler , Demouge | Verhoeven, Koning, Bakens , Schilder, Sterk (Meijers/78), De Lange, Boots (Smit/83), Hofstede, Van Zaanen, Tuyp (Platje/75), Van Dijk |  |
| Stadion: Willem II Stadion, Tilburg Toeschouwers: 12.500 Scheidsrechter: Jan Wegereef |                             |           |                                                 | Aerts , Janse, Nieuwendaal (Mourad/88), Swinkels, Veloso, Kargbo, Quasten (Mathijssen/60), Boutahar (Muhamadu/46), Vorthoren, Zijler , Demouge | Verhoeven, Koning, Bakens , Schilder, Sterk (Meijers/78), De Lange, Boots (Smit/83), Hofstede, Van Zaanen, Tuyp (Platje/75), Van Dijk |  |
|                                                                                       |                             |           |                                                 | | |  |

| 7 februari 2009, 19u45                                                           | AZ                                                                       | 3-1 (2-1) | Willem II             | Opstelling AZ | Opstelling Willem II |  |
| Stadion: DSB Stadion, Alkmaar Toeschouwers: 16.255 Scheidsrechter: Roelof Luinge | '25 Mousa Dembélé 1-1 '42 Mounir El Hamdaoui 2-1 '62 Maarten Martens 3-1 |           | 0-1 Saïd Boutahar '18 | Romero, Swerts, Jaliens, Luijckx, Klavan, Mendes da Silva, De Zeeuw (Pellè/63), Schaars (Poulsen/74), Martens, El Hamdaoui, Dembélé | Aerts, Janse, Kargbo, Biemans , Swinkels, Mathijssen (Wau/55), Boutahar, Veloso , Zijler (Reniers/66), Mourad, Vorthoren (Messoudi/71) |  |
| Stadion: DSB Stadion, Alkmaar Toeschouwers: 16.255 Scheidsrechter: Roelof Luinge |                                                                          |           |                       | Romero, Swerts, Jaliens, Luijckx, Klavan, Mendes da Silva, De Zeeuw (Pellè/63), Schaars (Poulsen/74), Martens, El Hamdaoui, Dembélé | Aerts, Janse, Kargbo, Biemans , Swinkels, Mathijssen (Wau/55), Boutahar, Veloso , Zijler (Reniers/66), Mourad, Vorthoren (Messoudi/71) |  |
| Stadion: DSB Stadion, Alkmaar Toeschouwers: 16.255 Scheidsrechter: Roelof Luinge |                                                                          |           |                       | Romero, Swerts, Jaliens, Luijckx, Klavan, Mendes da Silva, De Zeeuw (Pellè/63), Schaars (Poulsen/74), Martens, El Hamdaoui, Dembélé | Aerts, Janse, Kargbo, Biemans , Swinkels, Mathijssen (Wau/55), Boutahar, Veloso , Zijler (Reniers/66), Mourad, Vorthoren (Messoudi/71) |  |
|                                                                                  |                                                                          |           |                       | | |  |

| 13 februari 2009, 20u45                                                                   | Willem II | 0-2 (0-0) | FC Utrecht                                          | Opstelling Willem II | Opstelling FC Utrecht |  |
| Stadion: Willem II Stadion, Tilburg Toeschouwers: 13.000 Scheidsrechter: Richard Liesveld |           |           | 0-1 Gregoor van Dijk '47 0-2 Cedric van der Gun '76 | Aerts, Janse, Biemans , Swinkels, Veloso (Mourad/79), Kargbo, Mathijssen (Messoudi/68 ), Akgün, Boutahar , Manco (Zijler/61), Demouge | Vorm, Cornelisse, Schut , Keller, Neșu, Van Dijk, Caluwé (Maguire/63), Silberbauer, Cziommer (George/88), Loval (Boussaboun/46), Van der Gun |  |
| Stadion: Willem II Stadion, Tilburg Toeschouwers: 13.000 Scheidsrechter: Richard Liesveld |           |           |                                                     | Aerts, Janse, Biemans , Swinkels, Veloso (Mourad/79), Kargbo, Mathijssen (Messoudi/68 ), Akgün, Boutahar , Manco (Zijler/61), Demouge | Vorm, Cornelisse, Schut , Keller, Neșu, Van Dijk, Caluwé (Maguire/63), Silberbauer, Cziommer (George/88), Loval (Boussaboun/46), Van der Gun |  |
| Stadion: Willem II Stadion, Tilburg Toeschouwers: 13.000 Scheidsrechter: Richard Liesveld |           |           |                                                     | Aerts, Janse, Biemans , Swinkels, Veloso (Mourad/79), Kargbo, Mathijssen (Messoudi/68 ), Akgün, Boutahar , Manco (Zijler/61), Demouge | Vorm, Cornelisse, Schut , Keller, Neșu, Van Dijk, Caluwé (Maguire/63), Silberbauer, Cziommer (George/88), Loval (Boussaboun/46), Van der Gun |  |
|                                                                                           |           |           |                                                     | | |  |

| 21 februari 2009, 18u45                                                                      | SC Heerenveen                                                       | 3-1 (2-0) | Willem II                | Opstelling SC Heerenveen | Opstelling Willem II |  |
| Stadion: Abe Lenstra Stadion, Heerenveen Toeschouwers: 26.000 Scheidsrechter: Tom van Sichem | '13 Paulo Henrique 1-0 '41 Kristian Bak Nielsen '80 Roy Beerens 3-0 |           | 3-1 Mohamed Messoudi '83 | Vandenbussche, Breuer, Bak Nielsen, Popov, Jong-a-Pin, Grindheim, Svec, Pranjic, Beerens (Ingelsten/81), Paulo Henrique (Elyounoussi/81), Elm | Aerts, Janse , Biemans, Swinkels, Veloso (Wau/46), Nieuwendaal, Boutahar, Akgün, Zijler, Demouge (Mourad/77), Reniers (Messoudi/55) |  |
| Stadion: Abe Lenstra Stadion, Heerenveen Toeschouwers: 26.000 Scheidsrechter: Tom van Sichem |                                                                     |           |                          | Vandenbussche, Breuer, Bak Nielsen, Popov, Jong-a-Pin, Grindheim, Svec, Pranjic, Beerens (Ingelsten/81), Paulo Henrique (Elyounoussi/81), Elm | Aerts, Janse , Biemans, Swinkels, Veloso (Wau/46), Nieuwendaal, Boutahar, Akgün, Zijler, Demouge (Mourad/77), Reniers (Messoudi/55) |  |
| Stadion: Abe Lenstra Stadion, Heerenveen Toeschouwers: 26.000 Scheidsrechter: Tom van Sichem |                                                                     |           |                          | Vandenbussche, Breuer, Bak Nielsen, Popov, Jong-a-Pin, Grindheim, Svec, Pranjic, Beerens (Ingelsten/81), Paulo Henrique (Elyounoussi/81), Elm | Aerts, Janse , Biemans, Swinkels, Veloso (Wau/46), Nieuwendaal, Boutahar, Akgün, Zijler, Demouge (Mourad/77), Reniers (Messoudi/55) |  |
|                                                                                              |                                                                     |           |                          | | |  |

| 28 februari 2009, 18u45                                                              | Willem II | 0-3 (0-0) | Heracles Almelo                                                                                   | Opstelling Willem II | Opstelling Heracles Almelo |  |
| Stadion: Willem II Stadion, Tilburg Toeschouwers: 13.300 Scheidsrechter: Ruud Bossen |           |           | 0-1 Everton Ramos da Silva '50 0-2 Everton Ramos da Silva '52 0-3 Ricky van den Bergh (pen) '90+1 | Aerts, Janse, Biemans , Swinkels, Veloso, Kargbo, Vorthoren , Boutahar (Manco/67), Messoudi, Demouge (Mourad/46), Zijler (Muhamadu/64) | Pieckenhagen, Boakye, Wuytens , Maertens, Looms, Van den Bergh, Quansah, Fledderus , Douglas (Overtoom/66), Schulmeister (Hakola/76), Everton (Dost/84) |  |
| Stadion: Willem II Stadion, Tilburg Toeschouwers: 13.300 Scheidsrechter: Ruud Bossen |           |           |                                                                                                   | Aerts, Janse, Biemans , Swinkels, Veloso, Kargbo, Vorthoren , Boutahar (Manco/67), Messoudi, Demouge (Mourad/46), Zijler (Muhamadu/64) | Pieckenhagen, Boakye, Wuytens , Maertens, Looms, Van den Bergh, Quansah, Fledderus , Douglas (Overtoom/66), Schulmeister (Hakola/76), Everton (Dost/84) |  |
| Stadion: Willem II Stadion, Tilburg Toeschouwers: 13.300 Scheidsrechter: Ruud Bossen |           |           |                                                                                                   | Aerts, Janse, Biemans , Swinkels, Veloso, Kargbo, Vorthoren , Boutahar (Manco/67), Messoudi, Demouge (Mourad/46), Zijler (Muhamadu/64) | Pieckenhagen, Boakye, Wuytens , Maertens, Looms, Van den Bergh, Quansah, Fledderus , Douglas (Overtoom/66), Schulmeister (Hakola/76), Everton (Dost/84) |  |
|                                                                                      |           |           |                                                                                                   | | |  |

#### Maart
| 6 maart 2009, 20u45                                                                                | Sparta Rotterdam | 0-1 (0-0) | Willem II             | Opstelling Sparta Rotterdam | Opstelling Willem II |  |
| Stadion: Sparta-Stadion Het Kasteel, Rotterdam Toeschouwers: 10.450 Scheidsrechter: Pol van Boekel |                  |           | 0-1 George Mourad '74 | Cássio Ramos, Vermes, Knol (Rose/80), Van Gessel, Jaggy, Falkenburg (Rutjes/66), Slot, Strootman, John (Dissels/66), Poepon, Godee | Aerts, Wau, Biemans, Van Eijden (Martha/72), Swinkels, Kargbo, Vorthoren, Messoudi, Reniers, Mourad (Demouge/77), Muhamadu (Zijler/67) |  |
| Stadion: Sparta-Stadion Het Kasteel, Rotterdam Toeschouwers: 10.450 Scheidsrechter: Pol van Boekel |                  |           |                       | Cássio Ramos, Vermes, Knol (Rose/80), Van Gessel, Jaggy, Falkenburg (Rutjes/66), Slot, Strootman, John (Dissels/66), Poepon, Godee | Aerts, Wau, Biemans, Van Eijden (Martha/72), Swinkels, Kargbo, Vorthoren, Messoudi, Reniers, Mourad (Demouge/77), Muhamadu (Zijler/67) |  |
| Stadion: Sparta-Stadion Het Kasteel, Rotterdam Toeschouwers: 10.450 Scheidsrechter: Pol van Boekel |                  |           |                       | Cássio Ramos, Vermes, Knol (Rose/80), Van Gessel, Jaggy, Falkenburg (Rutjes/66), Slot, Strootman, John (Dissels/66), Poepon, Godee | Aerts, Wau, Biemans, Van Eijden (Martha/72), Swinkels, Kargbo, Vorthoren, Messoudi, Reniers, Mourad (Demouge/77), Muhamadu (Zijler/67) |  |
| |                  |           |                       | | |  |

| 14 maart 2009, 19u45                                                                 | Willem II | 0-2 (0-1) | FC Twente                                     | Opstelling Willem II | Opstelling FC Twente |  |
| Stadion: Willem II Stadion, Tilburg Toeschouwers: 13.700 Scheidsrechter: Pieter Vink |           |           | 0-1 Blaise Nkufo '10 0-2 Marko Arnautović '84 | Aerts, Wau, Van Eijden (Zijler/81), Biemans, Swinkels, Messoudi, Kargbo, Vorthoren (Demouge/46), Reniers, Mourad, Muhamadu | Michajlov , Wellenberg, Douglas, Wisgerhof, Braafheid, Brama, Pérez (Hersi/71), Janssen (Tioté/22), Arnautović, Nkufo, Elia (Rajković/85) |  |
| Stadion: Willem II Stadion, Tilburg Toeschouwers: 13.700 Scheidsrechter: Pieter Vink |           |           |                                               | Aerts, Wau, Van Eijden (Zijler/81), Biemans, Swinkels, Messoudi, Kargbo, Vorthoren (Demouge/46), Reniers, Mourad, Muhamadu | Michajlov , Wellenberg, Douglas, Wisgerhof, Braafheid, Brama, Pérez (Hersi/71), Janssen (Tioté/22), Arnautović, Nkufo, Elia (Rajković/85) |  |
| Stadion: Willem II Stadion, Tilburg Toeschouwers: 13.700 Scheidsrechter: Pieter Vink |           |           |                                               | Aerts, Wau, Van Eijden (Zijler/81), Biemans, Swinkels, Messoudi, Kargbo, Vorthoren (Demouge/46), Reniers, Mourad, Muhamadu | Michajlov , Wellenberg, Douglas, Wisgerhof, Braafheid, Brama, Pérez (Hersi/71), Janssen (Tioté/22), Arnautović, Nkufo, Elia (Rajković/85) |  |
|                                                                                      |           |           |                                               | | |  |

| 21 maart 2009, 18u45                                                                            | N.E.C. | 0-0 | Willem II | Opstelling N.E.C. | Opstelling Willem II |  |
| Stadion: McDOS Goffertstadion, Nijmegen Toeschouwers: 12.200 Scheidsrechter: Raymond van Meenen |        |     |           | Babos, Koenders, Pothuizen , Zomer, El-Akchaoui, Sibum, Schöne, Davids, Ntibazonkiza, Van Beukering, Rommedahl (Bouaouzan/76) | Aerts, Wau , Martha, Biemans, Swinkels, Kargbo (Musampa/90), Boutahar, Messoudi, Reniers (Vorthoren/46), Demouge, Muhamadu (Zijler/74) |  |
| Stadion: McDOS Goffertstadion, Nijmegen Toeschouwers: 12.200 Scheidsrechter: Raymond van Meenen |        |     |           | Babos, Koenders, Pothuizen , Zomer, El-Akchaoui, Sibum, Schöne, Davids, Ntibazonkiza, Van Beukering, Rommedahl (Bouaouzan/76) | Aerts, Wau , Martha, Biemans, Swinkels, Kargbo (Musampa/90), Boutahar, Messoudi, Reniers (Vorthoren/46), Demouge, Muhamadu (Zijler/74) |  |
| Stadion: McDOS Goffertstadion, Nijmegen Toeschouwers: 12.200 Scheidsrechter: Raymond van Meenen |        |     |           | Babos, Koenders, Pothuizen , Zomer, El-Akchaoui, Sibum, Schöne, Davids, Ntibazonkiza, Van Beukering, Rommedahl (Bouaouzan/76) | Aerts, Wau , Martha, Biemans, Swinkels, Kargbo (Musampa/90), Boutahar, Messoudi, Reniers (Vorthoren/46), Demouge, Muhamadu (Zijler/74) |  |
|                                                                                                 |        |     |           | | |  |

#### April
| 4 april 2009, 14u30                                                                                             | Willem II                                   | 2-0 (0-0) | NAC Breda | Opstelling Willem II | Opstelling NAC Breda |  |
| Stadion: Willem II Stadion, Tilburg Toeschouwers: 14.700 Scheidsrechter: Roelof Luinge Swinkels mist pen. ('28) | '59 Sergio Zijler 1-0 '85 George Mourad 2-0 |           |           | Aerts, Wau (Janse/58), Biemans, Van Eijden, Swinkels, Kargbo, Messoudi, Musampa, Zijler , Demouge (Mourad/46), Boutahar (Muhamadu/80) | Ten Rouwelaar, Loran , Kwakman, Zwaanswijk, Gorter , Gilissen , Kolkka, Boukhari (Vallès/74), Cairo (Reuser/63), Amoah (Idabdelhay/86), Lurling |  |
| Stadion: Willem II Stadion, Tilburg Toeschouwers: 14.700 Scheidsrechter: Roelof Luinge Swinkels mist pen. ('28) |                                             |           |           | Aerts, Wau (Janse/58), Biemans, Van Eijden, Swinkels, Kargbo, Messoudi, Musampa, Zijler , Demouge (Mourad/46), Boutahar (Muhamadu/80) | Ten Rouwelaar, Loran , Kwakman, Zwaanswijk, Gorter , Gilissen , Kolkka, Boukhari (Vallès/74), Cairo (Reuser/63), Amoah (Idabdelhay/86), Lurling |  |
| Stadion: Willem II Stadion, Tilburg Toeschouwers: 14.700 Scheidsrechter: Roelof Luinge Swinkels mist pen. ('28) |                                             |           |           | Aerts, Wau (Janse/58), Biemans, Van Eijden, Swinkels, Kargbo, Messoudi, Musampa, Zijler , Demouge (Mourad/46), Boutahar (Muhamadu/80) | Ten Rouwelaar, Loran , Kwakman, Zwaanswijk, Gorter , Gilissen , Kolkka, Boukhari (Vallès/74), Cairo (Reuser/63), Amoah (Idabdelhay/86), Lurling |  |
| |                                             |           |           | | |  |

| 12 april 2009, 16u30                                                                         | Ajax | 7-0 (5-0) | Willem II | Opstelling Ajax | Opstelling Willem II |  |
| Stadion: Amsterdam ArenA, Amsterdam Toeschouwers: 51.038 Scheidsrechter: Reinold Wiedemeijer | '2 Darío Cvitanich 1-0 '10 Eyong Enoh 2-0 '20 Darío Cvitanich 3-0 '35/pen Luis Suárez 4-0 '45 Urby Emanuelson 5-0 '69 Luis Suárez 6-0 '82/pen Luis Suárez 7-0 |           |           | Vermeer, Van der Wiel, Wielaert (Alderweireld/46), Oleguer, Vertonghen, Enoh, Aissati, Anita (Lindgren/57), Suárez, Cvitanich (Sulejmani/65), Emanuelson | Aerts, Wau (Janse/68), Van Eijden (Martha/46 ), Biemans, Swinkels, Kargbo , Musampa, Messoudi, Boutahar (Vorthoren/46), Demouge, Mourad |  |
| Stadion: Amsterdam ArenA, Amsterdam Toeschouwers: 51.038 Scheidsrechter: Reinold Wiedemeijer | |           |           | Vermeer, Van der Wiel, Wielaert (Alderweireld/46), Oleguer, Vertonghen, Enoh, Aissati, Anita (Lindgren/57), Suárez, Cvitanich (Sulejmani/65), Emanuelson | Aerts, Wau (Janse/68), Van Eijden (Martha/46 ), Biemans, Swinkels, Kargbo , Musampa, Messoudi, Boutahar (Vorthoren/46), Demouge, Mourad |  |
| Stadion: Amsterdam ArenA, Amsterdam Toeschouwers: 51.038 Scheidsrechter: Reinold Wiedemeijer | |           |           | Vermeer, Van der Wiel, Wielaert (Alderweireld/46), Oleguer, Vertonghen, Enoh, Aissati, Anita (Lindgren/57), Suárez, Cvitanich (Sulejmani/65), Emanuelson | Aerts, Wau (Janse/68), Van Eijden (Martha/46 ), Biemans, Swinkels, Kargbo , Musampa, Messoudi, Boutahar (Vorthoren/46), Demouge, Mourad |  |
|                                                                                              | |           |           | | |  |

| 19 april 2009, 14u30                                                                   | Willem II                                                              | 3-3 (0-2) | ADO Den Haag                                                       | Opstelling Willem II | Opstelling ADO Den Haag |  |
| Stadion: Willem II Stadion, Tilburg Toeschouwers: 13.400 Scheidsrechter: Björn Kuipers | '71/p Mohamed Messoudi 1-3 '72 Frank Demouge 2-3 '77 George Mourad 3-3 |           | 0-1 Karim Soltani '5 0-2 Karim Soltani '28 0-3 Richard Knopper '52 | Aerts, Wau (Vorthoren/15), Van Eijden , Swinkels , Veloso, Messoudi , Janse, Boutahar, Zijler (Schmeltz/86 ), Demouge, Reniers (Mourad/46) | Waterman, Ammi (Resodihardjo/30), Kum , Derijck , Piqué, Knopper, Rankovic, Buijs, Immers (Horváth/78), Powel (Hoogendorp/78), Soltani |  |
| Stadion: Willem II Stadion, Tilburg Toeschouwers: 13.400 Scheidsrechter: Björn Kuipers |                                                                        |           |                                                                    | Aerts, Wau (Vorthoren/15), Van Eijden , Swinkels , Veloso, Messoudi , Janse, Boutahar, Zijler (Schmeltz/86 ), Demouge, Reniers (Mourad/46) | Waterman, Ammi (Resodihardjo/30), Kum , Derijck , Piqué, Knopper, Rankovic, Buijs, Immers (Horváth/78), Powel (Hoogendorp/78), Soltani |  |
| Stadion: Willem II Stadion, Tilburg Toeschouwers: 13.400 Scheidsrechter: Björn Kuipers |                                                                        |           |                                                                    | Aerts, Wau (Vorthoren/15), Van Eijden , Swinkels , Veloso, Messoudi , Janse, Boutahar, Zijler (Schmeltz/86 ), Demouge, Reniers (Mourad/46) | Waterman, Ammi (Resodihardjo/30), Kum , Derijck , Piqué, Knopper, Rankovic, Buijs, Immers (Horváth/78), Powel (Hoogendorp/78), Soltani |  |
|                                                                                        |                                                                        |           |                                                                    | | |  |

| 26 april 2009, 14u30                                                              | FC Groningen | 0-0 | Willem II | Opstelling FC Groningen | Opstelling Willem II |  |
| Stadion: Euroborg, Groningen Toeschouwers: 21.737 Scheidsrechter: Dick van Egmond |              |     |           | Luciano, De Roover, Sankoh - , Granqvist, Švejdík, Meerdink , Holla, Lovre (Matavž/73), Levchenko (Ajilore/67), Kluin, Van de Laak | Aerts, Janse, Biemans, Swinkels, Veloso, Kargbo, Messoudi (Schmeltz/68), Musampa, Zijler, Demouge, Mourad (Vorthoren/68) |  |
| Stadion: Euroborg, Groningen Toeschouwers: 21.737 Scheidsrechter: Dick van Egmond |              |     |           | Luciano, De Roover, Sankoh - , Granqvist, Švejdík, Meerdink , Holla, Lovre (Matavž/73), Levchenko (Ajilore/67), Kluin, Van de Laak | Aerts, Janse, Biemans, Swinkels, Veloso, Kargbo, Messoudi (Schmeltz/68), Musampa, Zijler, Demouge, Mourad (Vorthoren/68) |  |
| Stadion: Euroborg, Groningen Toeschouwers: 21.737 Scheidsrechter: Dick van Egmond |              |     |           | Luciano, De Roover, Sankoh - , Granqvist, Švejdík, Meerdink , Holla, Lovre (Matavž/73), Levchenko (Ajilore/67), Kluin, Van de Laak | Aerts, Janse, Biemans, Swinkels, Veloso, Kargbo, Messoudi (Schmeltz/68), Musampa, Zijler, Demouge, Mourad (Vorthoren/68) |  |
|                                                                                   |              |     |           | | |  |

#### Mei
| 3 mei 2009, 14u30                                                                            | Roda JC | 0-1 (0-0) | Willem II                 | Opstelling Roda JC | Opstelling Willem II |  |
| Stadion: Parkstad Limburg Stadion, Kerkrade Toeschouwers: 15.914 Scheidsrechter: Pieter Vink |         |           | 0-1 Niels Vorthoren '90+2 | Castro, De Wree, Kah, De Fauw, De Jong , Meeuwis, Vormer (Sutchuin/88), Delorge, Janssen, Cissé, Oper (Van Tornhout/38, Schors/46) | Aerts, Janse (Wau/84), Van Eijden, Swinkels, Veloso , Kargbo, Messoudi (Vorthoren/46), Musampa, Zijler , Demouge, Schmeltz (Reniers/69) |  |
| Stadion: Parkstad Limburg Stadion, Kerkrade Toeschouwers: 15.914 Scheidsrechter: Pieter Vink |         |           |                           | Castro, De Wree, Kah, De Fauw, De Jong , Meeuwis, Vormer (Sutchuin/88), Delorge, Janssen, Cissé, Oper (Van Tornhout/38, Schors/46) | Aerts, Janse (Wau/84), Van Eijden, Swinkels, Veloso , Kargbo, Messoudi (Vorthoren/46), Musampa, Zijler , Demouge, Schmeltz (Reniers/69) |  |
| Stadion: Parkstad Limburg Stadion, Kerkrade Toeschouwers: 15.914 Scheidsrechter: Pieter Vink |         |           |                           | Castro, De Wree, Kah, De Fauw, De Jong , Meeuwis, Vormer (Sutchuin/88), Delorge, Janssen, Cissé, Oper (Van Tornhout/38, Schors/46) | Aerts, Janse (Wau/84), Van Eijden, Swinkels, Veloso , Kargbo, Messoudi (Vorthoren/46), Musampa, Zijler , Demouge, Schmeltz (Reniers/69) |  |
|                                                                                              |         |           |                           | | |  |

| 10 mei 2009, 14u30                                                                       | Willem II | 0-3 (0-1) | PSV                                                                    | Opstelling Willem II | Opstelling PSV |  |
| Stadion: Willem II Stadion, Tilburg Toeschouwers: 14.500 Scheidsrechter: Jack van Hulten |           |           | 0-1 Ola Toivonen '27 0-2 Balázs Dzsudzsák '59 0-3 Danny Koevermans '76 | Aerts, Janse, Van Eijden (Nieuwendaal/82), Biemans, Swinkels, Kargbo, Messoudi, Musampa, Schmeltz, Demouge (Vorthoren/71), Zijler (Mourad/61) | Isaksson, Kromkamp (Pieters/64), Marcellis, Bréchet, Salcido, Čulina (Ojo/84), Simons, Bakkal, Dzsudzsák, Toivonen (Koevermans/60), Amrabat |  |
| Stadion: Willem II Stadion, Tilburg Toeschouwers: 14.500 Scheidsrechter: Jack van Hulten |           |           |                                                                        | Aerts, Janse, Van Eijden (Nieuwendaal/82), Biemans, Swinkels, Kargbo, Messoudi, Musampa, Schmeltz, Demouge (Vorthoren/71), Zijler (Mourad/61) | Isaksson, Kromkamp (Pieters/64), Marcellis, Bréchet, Salcido, Čulina (Ojo/84), Simons, Bakkal, Dzsudzsák, Toivonen (Koevermans/60), Amrabat |  |
| Stadion: Willem II Stadion, Tilburg Toeschouwers: 14.500 Scheidsrechter: Jack van Hulten |           |           |                                                                        | Aerts, Janse, Van Eijden (Nieuwendaal/82), Biemans, Swinkels, Kargbo, Messoudi, Musampa, Schmeltz, Demouge (Vorthoren/71), Zijler (Mourad/61) | Isaksson, Kromkamp (Pieters/64), Marcellis, Bréchet, Salcido, Čulina (Ojo/84), Simons, Bakkal, Dzsudzsák, Toivonen (Koevermans/60), Amrabat |  |
|                                                                                          |           |           |                                                                        | | |  |

### KNVB beker
| 23 september 2008, 20u00, 2e ronde                         | Quick Boys | 0-1 (0-0) | Willem II             | Opstelling Quick Boys | Opstelling Willem II |  |
| Stadion: Sportpark Nieuw Zuid, Katwijk Toeschouwers: 3.000 |            |           | 0-1 Saïd Boutahar '62 | Kromhout, Van Dam (Timmermans), Sleur, Schoneveld, Kastaredjo (Schaap), Van der Plas, Comvalius, Van Beelen, Onyeike, Martha (Homan), Bak | Aerts, Janse, Schenkel, Van Eijden, Veloso, Kargbo (Mathijssen/70), Akgün (Zijler/46), Quasten, Boutahar, Muhamadu (Messoudi/19), Demouge |  |
| Stadion: Sportpark Nieuw Zuid, Katwijk Toeschouwers: 3.000 |            |           |                       | Kromhout, Van Dam (Timmermans), Sleur, Schoneveld, Kastaredjo (Schaap), Van der Plas, Comvalius, Van Beelen, Onyeike, Martha (Homan), Bak | Aerts, Janse, Schenkel, Van Eijden, Veloso, Kargbo (Mathijssen/70), Akgün (Zijler/46), Quasten, Boutahar, Muhamadu (Messoudi/19), Demouge |  |
| Stadion: Sportpark Nieuw Zuid, Katwijk Toeschouwers: 3.000 |            |           |                       | Kromhout, Van Dam (Timmermans), Sleur, Schoneveld, Kastaredjo (Schaap), Van der Plas, Comvalius, Van Beelen, Onyeike, Martha (Homan), Bak | Aerts, Janse, Schenkel, Van Eijden, Veloso, Kargbo (Mathijssen/70), Akgün (Zijler/46), Quasten, Boutahar, Muhamadu (Messoudi/19), Demouge |  |
|                                                            |            |           |                       | | |  |

| 11 november 2008, 20u45, 3e ronde                                      | Roda JC             | 1-0 (1-0) | Willem II | Opstelling Roda JC | Opstelling Willem II |  |
| Stadion: Parkstad Limburg Stadion, Katwijk Scheidsrechter: Ruud Bossen | '43 Sekou Cissé 1-0 |           |           | Castro, De Fauw, Saeijs, De Jong, Linssen, Vormer, Meeuwis, W. Janssen (Oper/87) , Bodor, Yulu-Matondo (Vandamme/78), Cissé | Aerts, Janse, Schenkel, Van Eijden, Swinkels, Mathijssen (Vorthoren/75), Akgün, Quasten, Boutahar (Messoudi/46), Zijler, Demouge (Grégoire/55) |  |
| Stadion: Parkstad Limburg Stadion, Katwijk Scheidsrechter: Ruud Bossen |                     |           |           | Castro, De Fauw, Saeijs, De Jong, Linssen, Vormer, Meeuwis, W. Janssen (Oper/87) , Bodor, Yulu-Matondo (Vandamme/78), Cissé | Aerts, Janse, Schenkel, Van Eijden, Swinkels, Mathijssen (Vorthoren/75), Akgün, Quasten, Boutahar (Messoudi/46), Zijler, Demouge (Grégoire/55) |  |
| Stadion: Parkstad Limburg Stadion, Katwijk Scheidsrechter: Ruud Bossen |                     |           |           | Castro, De Fauw, Saeijs, De Jong, Linssen, Vormer, Meeuwis, W. Janssen (Oper/87) , Bodor, Yulu-Matondo (Vandamme/78), Cissé | Aerts, Janse, Schenkel, Van Eijden, Swinkels, Mathijssen (Vorthoren/75), Akgün, Quasten, Boutahar (Messoudi/46), Zijler, Demouge (Grégoire/55) |  |
|                                                                        |                     |           |           | | |  |

## Speler van het jaar
Na elke thuiswedstrijd (competitie en KNVB beker) stemmen supporters per sms op hun Man of the match. De nummer 1 ontvangt 3 punten, de nummer 2 krijgt 2 punten en de nummer drie 1.
Top 3 seizoen 2007/2008

1. Ibrahim Kargbo - 22 punten

2. Frank Demouge - 16 punten

3. Frank van der Struijk, Arjan Swinkels - 9 punten